# Royal Air Force
La Royal Air Force (RAF) (en català: Reial Força Aèria) és la branca aèria de les forces armades britàniques. Va ser establerta l'1 d'abril de 1918, reemplaçant el Royal Flying Corps, i és la força aèria independent més antiga del món. Des de la seva fundació, ha jugat un important paper en la història militar britànica, participant de forma significativa a la Segona Guerra Mundial i, més recentment, a la Invasió de l'Iraq de 2003. El 2007 comptava amb 998 aeronaus i un personal de 45.710 efectius. La major part dels efectius de la RAF tenen seu al Regne Unit, si bé un nombre important estan servint en diverses operacions (principalment Iraq, Afganistan, Orient Mitjà, els Balcans i l'Atlàntic Sud), o en bases d'ultramar (a les Malvines, Qatar, Alemanya, Xipre i Gibraltar).

## Missió
La missió de la RAF és col·laborar als objectius del Ministeri de Defensa, que són oferir els serveis necessaris: per assegurar la seguretat i defensa del Regne Unit i els territoris d'ultramar, incloent contra el terrorisme; donar suport als objectius de la política d'exteriors del govern, particularment en la promoció de la pau i la seguretat.
La mateixa missió de la RAF és proveir una Força Aèria àgil, adaptable i capaç que, persona a persona, és inigualable, i això fa una contribució decisiva al poder aeri en suport a la missió de la defensa del Regne Unit.

## Història

### Formació i inicis (1918–1939)

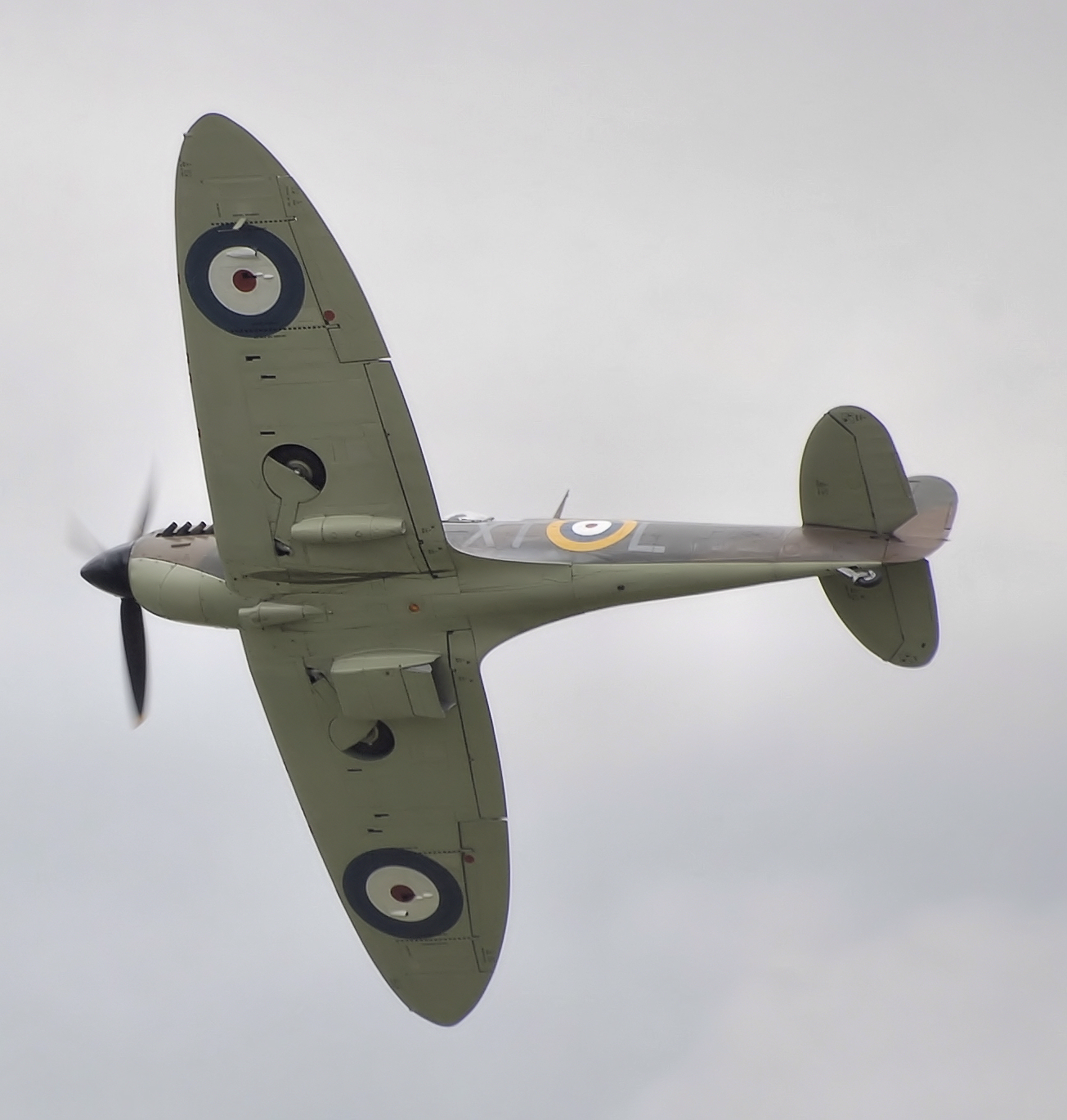
El característic perfil del Spitfire, que tingué un paper fonamental a la batalla d'Anglaterra.

Mentre que els britànics no van ser els primers a usar avions militars més pesats que l'aire, la RAF és la força aèria independent d'una mida significativa més antiga de tot el món, i la primera força aèria que va ser independent del control de l'exèrcit o la marina. Va ser creada l'1 d'abril de 1918 durant la Primera Guerra Mundial, de la fusió del Royal Flying Corps i del Royal Naval Air Service. En el moment de la seva creació era la força aèria més poderosa del món, amb unes 22.000 aeronaus, 3.300 dels quals en primera línia de foc i comptava també amb una força 291.000 homes.
Després de la guerra, el servei va ser dràsticament retallat tant en material com en personal, comprant-se molt pocs avions el que va provocar un estancament de la indústria aèria. Els anys d'entreguerres van ser molt tranquils, tot i que la RAF anava prenent responsabilitats, com al prendre el control d'Iraq, i executà diverses accions menors en altres parts de l'Imperi Britànic. El 1928 va servir a l'Afganistan, on va tenir lloc la primera evacuació de civils via aèria de tota la història.
Fins a mitjans de la dècada dels 30 l'espai aeri estava dominat pels biplans i pràcticament no va haver cap novetat remarcable en els avions militars. El 1936, una reorganització del comandament de la RAF donà lloc a la creació del Comandament de Caces (el Fighter Command), el Comandament de Bombarders (el Bomber Command), i el Comandament Costaner (el Coastal Command). La branca Naval Aèria va ser separada de la RAF el mes de maig de 1939 i redenominada Arma Aèria de la Flota (Fleet Air Arm), sota el control de la Royal Navy.

### Segona Guerra Mundial (1939-1945)
La RAF va tenir una ràpida expansió durant els anys previs a la Segona Guerra Mundial i durant aquesta. Sota el Pla d'Entrenament Aeri de la Commonwealth Britànica de desembre de 1939, les forces aèries dels països de la Commonweath britànica es prepararen i formaren l'Article XV d'Esquadrons per servir a les formacions de la RAF. Molts ciutadans d'aquests països, així com exiliats de l'Europa ocupada també serviren als esquadrons de la RAF.
Durant la batalla d'Anglaterra, a final d'estiu de 1940, la RAF va defensar els cels de la Gran Bretanya contra la Luftwaffe alemanya, amb el resultat que Hitler va abandonar els plans per a la invasió del Regne Unit, i que el Primer Ministre Winston Churchill afirmés a la Cambra dels Comuns del Regne Unit el 20 d'agost que «Mai en la història dels conflictes humans tants han degut tant a tant pocs», que engendrà el sobrenom «Els Pocs» pels pilots dels caces aliats que la van guanyar.
El major esforç de la RAF durant la guerra va ser la campanya de bombardeig estratègic contra Alemanya, portada a terme per Comandament de Bombarders. Mentre que el bombardeig d'alemanya per part de la RAF començà de manera gairebé immediata a l'esclat de la guerra; sota el comandament del Mariscal en Cap de l'Aire Harris, aquests atacs incrementaren la desvastació des de 1942 en endavant, a mesura que la nova tecnologia i un nombre més gran d'avions millors estaven disponibles. La RAF adoptà la tàctica del bombardeig de zona nocturn en les ciutats alemanyes, com Hamburg o Dresden, i desenvoluparen tècniques per a operacions específiques, com l'atac dels "Dambusters" del 617è Esquadró, o l'Operació Jericó contra la presó d'Amiens.

### La Guerra Freda

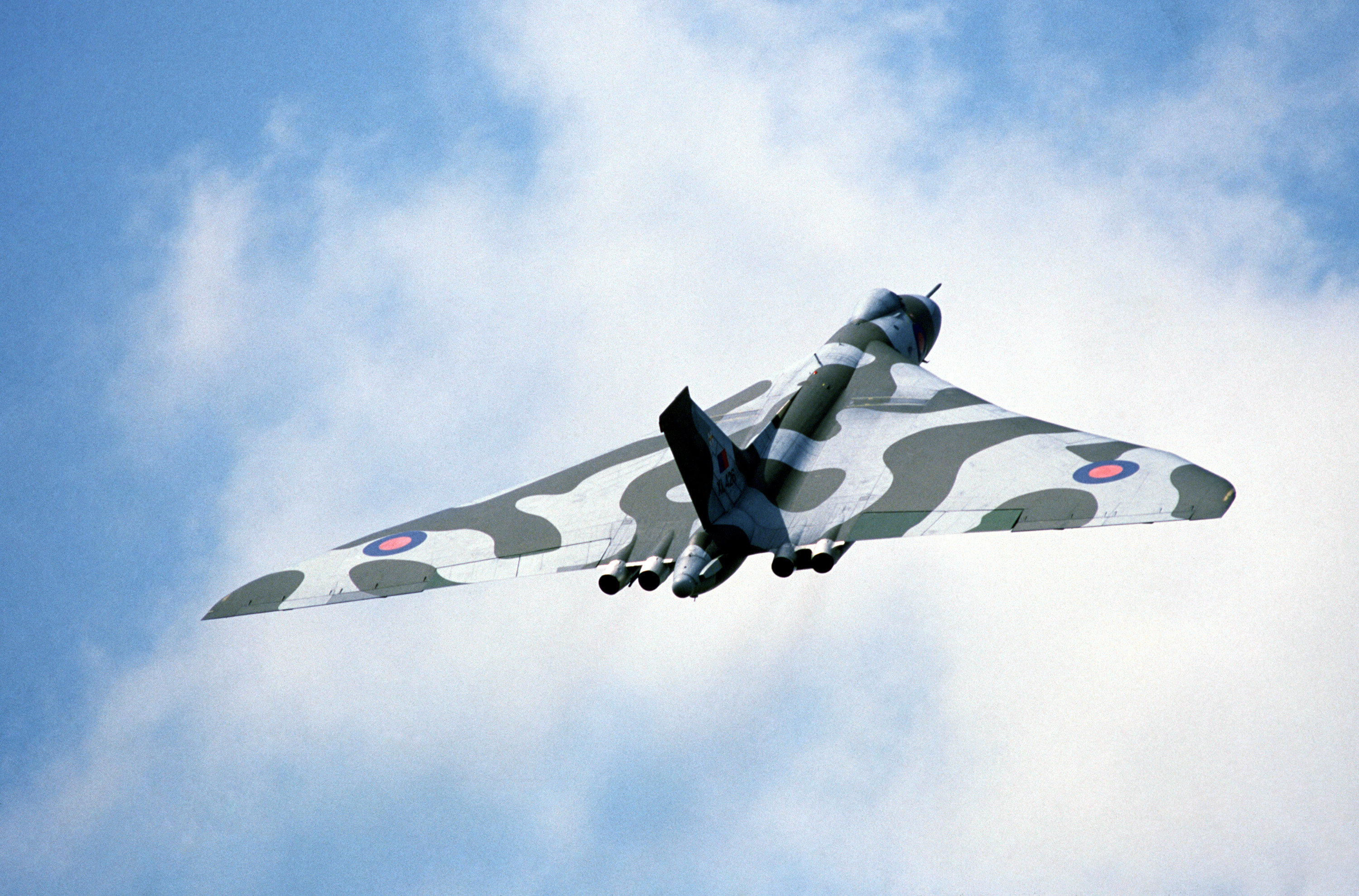
L'Avro Vulcan, un bombarder estratègic usat durant la Guerra Freda per llançar bombes convencionals i nuclears.

Després de la victòria a la Segona Guerra Mundial, la RAF va ser subjecta a una nova reorganització, degut principalment als avanços tecnològics a la guerra aèria, que culminaren en la producció de caces i bombarders a reacció. El posterior desenvolupament d'armes nuclears per part dels britànics comportà que els esquadrons de bombarders V de la RAF assumissin l'única responsabilitat de transportar l'arsenal nuclear de dissuasió en tant que es desenvolupaven els submarins de la classe Polaris de la Royal Navy. Amb la seva introducció el 1968, el paper estratègic nuclear de la RAF es reduí al nivell tàctic, fent ús de les bombes de gravetat WE111. Aquest paper tàctic va també va ser aplicat als bombarders V ja entrats els anys 80 i, fins al 1998, pels caces bombarders Tornado GR1.
En el context de la Guerra Freda, el paper principal de la RAF va ser la defensa del continent europeu contra els potencials atacs de la Unió Soviètica. Amb el declivi de l'Imperi Britànic, les operacions a escala global van veure el seu abast reduït, i la RAF de l'Extrem Orient va ser dissolta el 31 d'octubre de 1971.
Tot i això, en el període de la Guerra Freda la RAF lliura un considerable nombre de combats: amb la participació de bots flotants portà a terme un paper menor a la Guerra de Corea; però, en canvi, a la Crisi de Suez de 1956 participà enormement des de bases a Xipre i Malta. La Konfrontasi entre Malàisia i Indonèsia d'inicis de la dècada dels 60 portà a l'ús d'avions de la RAF, però gràcies a la combinació d'una diplomàcia hàbil i a la ignorància selectiva de certs esdeveniments per ambdós bàndols, la confrontació mai no degenerà en un conflicte total.
La Guerra de les Malvines del 1982 va ser portada a terme bàsicament per l'Exèrcit i la Royal Navy, a causa del fet que el camp de batalla estava situat lluny de l'abast dels avions de la RAF amb base terrestre. Tot i això, es desplegaren avions de la RAF a l'Illa de l'Ascensió i a bord dels portaavions de l'Armada. Les missions de perfil més alt d'aquest conflicte van ser les famoses incursions "Black Buck", que empraren avions Avro Vulcan amb base a Ascensió; però la RAF també realitzà molts altres serveis durant el conflicte amb els seus helicòpters a les mateixes Illes Malvines, amb els seus Harrier GR3 volant des del portaavions HMS Hermes, els seus caces protegint Ascensió, els avions de patrulla marítima escrutant l'Atlàntic Sud, i la seva flota d'avions cisterna i de transport, que ajudaren en l'enorme esforç logístic de la guerra.

### 1990 i fins al present
El 1991, més de 100 aeronaus de la RAF van prendre part a la Guerra del Golf, en qualsevol paper imaginable. Aquest conflicte marcà una fita a la història de la RAF, ja que va ser la primera vegada en què s'usava munició guiada amb precisió en quantitats significatives. Posteriorment, amb la Guerra de Kosovo, la RAF es tornaria a desplegar a Europa per primera vegada després de la Segona Guerra Mundial. La invasió de l'Afganistan del 2001 portà a la RAF a donar suport als Estats Units mitjançant el subministrament d'avions-cisterna i de reconeixement.
La Invasio de l'Iraq del 2003 donà lloc al desplegament de la RAF en gran escala en suport a la USAF. Les úniques pèrdues de la RAF es van deure a accidents i al foc amic, quan un Tornado va ser abatut per un míssil Patriot estatunidenc.
La RAF celebrà el seu 90è aniversari mitjançant una passada aèria dels Red Arrows i quatre Typhoons sobre diverses estacions de la RAF i sobre Londres l'1 d'abril del 2008.

## Desplegaments actuals
| País               | Dates  | Desplegament                                  | Detalls |
| ------------------ | ------ | --------------------------------------------- | --- |
| Gibraltar          | 1940s– | RAF Gibraltar                                 | No hi ha avions permanentment estacionats. Els avions de la RAF, com els transports Hercules, la visiten regularment. |
| Canadà             | 1940s– | RAF Unit Goose Bay, Canada                    | Cos tàctic de baix nivell que opera des de CFB Goose Bay, una base aèria de l'OTAN de la Força Aèria Canadenca. |
| Xipre              | 1956–  | RAF Akrotiri RAF Nicosia RAF Luqa RAF Hal Far | Operació Mosqueter també coneguda com la Crisi de Suez involucrà els avions de la RAF amb base a Malta i Xipre. Tot i que no queden bases a Malta, els avions de la RAF continuen estant estacionats a RAF Akrotiri a Xipre.    |
| Noruega            | 1960s– | Estació Aèria de Bardufoss                    | Els avions o helicòpters realitzen principalment aquí els entrenaments d'hivern.. |
| Illa de l'Ascensió | 1981–  | RAF Ascension Island                          | Usada com a pont aeri entre el Regne Unit i les illes Malvines. La USAF també està estacionada en aquesta base. |
| Illes Malvines     | 1984–  | RAF Mount Pleasant                            | Construïda després de la Guerra de les Malvines, per disposar d'instal·lacions pels caces i pels transports a les illes, i per enfortir la capacitat defensiva de les forces britàniques                                        |
| Bòsnia             | 1995–  | Diversos helicòpters                          | La RAF reforçà les zones d'exclusió aèria als Balcans des del 1995 participà en les intervencions de l'OTAN a Bòsnia i Kosovo. Actualment, els helicòpters de la RAF segueixen suportant la tasca de les Nacions Unides.        |
| Afganistan         | 2001–  | Operació Veritas Operació Herrick             | Els Chinooks ofereixen suport aeri a les forces de la coalició. Des de la fi de 1998 sis Harriers es dediquen al reconeixement i al suport aeri a la ISAF. Els Harriers van ser substituïts per Tornados GR4 a mitjans de 2009. |

## Estructura
El cap professional de la RAF és el Cap de l'Estat Major, el Mariscal en Cap de l'Aire (CAS, de l'anglès Chief of the Air Staff) Sir Stephen Dalton. El CAS encapçala el Comitè de la Força Aèria, que forma part del Consell de Defensa. El Comitè de la Força Aèria és el comitè de direcció de la RAF i consisteix en el Comandant en Cap del Comandament de l'Aire, juntament amb diversos oficials d'alt rang. El vice-cap de l'Estat Major de l'Aire (ACAS) és el Vice Mariscal de l'Aire T M Anderson.

### Comandaments
L'autoritat és delegada des del Comitè de la Força Aèria als comandaments de la RAF. Anteriorment existien comandaments individuals, responsables dels bombarders, els caces, l'entrenament, etcètera; mentre que avui només existeix el Comandament de l'Aire de la RAF, amb el quarter general situat a RAF High Wycombe, que és responsable de totes les operacions de la RAF.

### Grups
Els Grups són les sots-divisions dels comandaments operatius i són responsables de certs tipus d'operacions o de les operacions en unes zones geogràfiques limitades. L'1 d'abril del 2007 existien 3 grups:
- 1r Grup – Grup de combat aeri. Controla els reactors de la RAF, incloent la Força Conjunta Harrier, i té 7 bases al Regne Unit, a més de la RAF Unit Goose Bay al Canadà, usada principalment per entrenament.
- 2n Grup – Grup de suport al combat aeri. Controla els avions de transport estratègics i tàctics, el RAF Regiment, els avions de proveïment de combustible aeri així com l'ISTAR i els cossos de recerca i rescat.
- 22è Grup – Responsable de la selecció de personal, l'entrenament i la direcció.

A més, i sota el Quarter General Conjunt Permanent, a l'Orient Mitjà existeix el 83è Grup, en suport a les operacions a Iraq i a l'Afganistan.

### Estacions
Una estació de la RAF normalment està subordinada a un grup, i està administrativament dividida en ales. Des de mitjans dels anys 30, les estacions de la RAF han controlat diversos esquadrons o altres unitats mitjançant una estació quarter general.

### Ales
Una ala (wing) és una sots-divisió d'un grup que actua o bé independentment o bé com a sots-divisió d'una estació de la RAF.
Les ales independents reuneixen dos o més esquadrons, tant és que siguin esquadrons de vol o esquadrons de suport a terra. Antigament, existien les ales numerades, però actualment només són creades quan calen. Per exemple, durant l'Operació Telic, es formaren ales de Tornado per operar des de les bases d'Al Udeid i de d'Ali Al Salem; cadascuna d'elles formades avions i tripulacions de diversos esquadrons.
El 31 de març del 2006, la RAF formà 9 Ales Aèries Expedicionàries (Expeditionary Air Wings - EAW) per tal de suportar operacions. Van ser establertes a 9 bases operatives (RAF Coningsby, RAF Cottesmore, RAF Kinloss, RAF Leeming, RAF Leuchars, RAF Lossiemouth, RAF Lyneham, RAF Marham i RAF Waddington), rebent els números 121, 122, 325, 135, 125, 140, 38, 138 i 34 EAWs respectivament. Aquestes unitats estan comandades per un Capità de Grup, que també és el comandant de l'estació. Les EAW comprenen elements de l'estació que són requerits per suportar una base operativa, com el comandament i control, la logística o l'administració. Estan dissenyades per ser flexibles i per adaptar-se ràpidament a les diferents operacions. Són independents dels esquadrons de vol, les unitats de suport de combat aeri (Air Combat Support Units - ACSU) i de les Unitats de Servei de Suport de Combat Aeri (Air Combat Service Support Units – ACSSU) afegides als EAW depenent de la tasca a la que hagin estat assignades.
Una ala és també una sots-divisió administrativa d'una estació de la RAF. Històricament, per a una estació de vol aquestes normalment eren ales d'Operació, ales d'Enginyeria i ales d'Administració, i cadascuna estava comandada per un Comandant d'Ala. Al segle xxi, han aparegut noves identitats a les estacions, com l'ala de Suport de la Base, ala de Logística, etc.

### Esquadrons
Un esquadró de vol és una unitat d'avions que porta a terme les tasques primàries de la RAF. Els esquadrons són, en certa manera, equivalents als regiments de l'Exèrcit, en el sentit que també tenen les seves pròpies històries i tradicions pròpies, segons on han estat destinats, quins avions han pilotat, etc. Poden rebre tant estendards com honors de batalla pel servei meritori. Si bé cada esquadró és diferent, la majoria d'esquadrons de vol són comandats per un Comandant d'Ala i, un esquadró de reactors està format per unes 100 persones i 12 avions (16 en el cas dels esquadrons formats per Tornados F3).
El terme esquadró pot ser usat per referir-se a una sub-unitat d'una ala administrativa o una estació menor de la RAF, com les dels Esquadrons de Control de trànsit Aeri, els Esquadrons de Direcció de Personal, etc. També hi ha Esquadrons de Suport Terrestre (com el 2n Esquadró – Transport Mecànic, situat a RAF Wittering. Els esquadrons administratius normalment estan comandats per un Cap d'Esquadró.

### Esquadrilles
Una esquadrilla és una sots-divisió d'un esquadró. Els esquadrons de vol sovint estan dividits en dos esquadrilles (per exemple "A" i "B"), comandades per un Cap d'Esquadró; els esquadrons administratius d'una estació també estan dividits en esquadrilles, que són comandades per un oficial subaltern, sovint un Tinent de Vol.

## Personal de la RAF

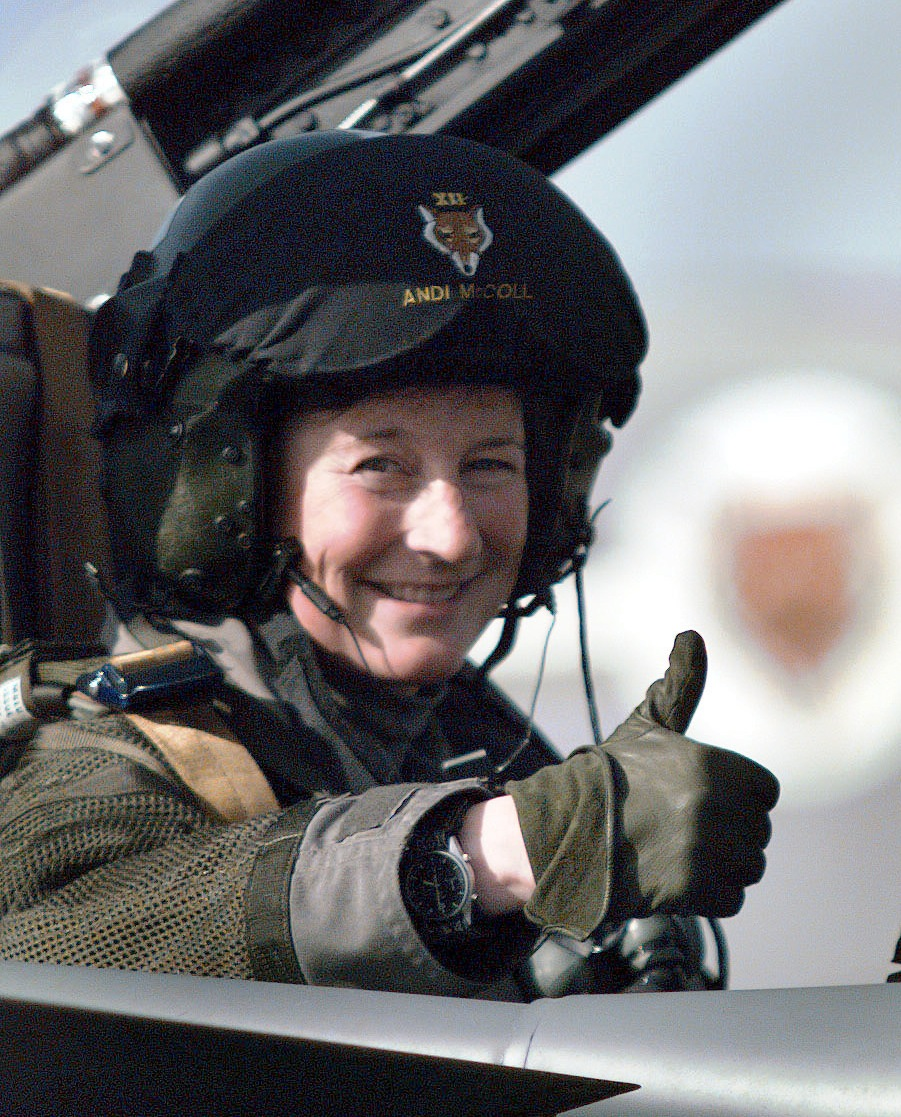
Una navegant d'un Tornado del 12è Esquadró

El 2007, la RAF tenia 40.370 membres actius, 1.450 Reservistes Voluntaris i 3.400 reservistes. El moment de màxima afluència va ser el 1944, en plena Segona Guerra Mundial, quan 1.100.000 persones estaven servint simultàniament a la RAF. El membre fundador de la RAF més longeu va ser Henry Allingham, que va morir el 2009 amb 113 anys.

### Oficials
Els oficials de la RAF reben un despatx del Sobirà, que els proveeix de l'autoritat legal per donar ordres als seus subordinats. La comissió d'un oficial regular és atorgada després de completar amb èxit el curs d'entrenament inicial per oficials, de 32 setmanes de durada, al RAF College, Cranwell, Lincolnshire. Els altres oficials també s'entrenen a RAF Cranwell, però en cursos diferents, com a oficials professionalment qualificats.
Els títols i insígnies de la RAF estan derivats principalment dels usats per la Royal Navy i, en especial, pel Reial Servei Aeri Naval (RNAS) durant la I Guerra Mundial. Per exemple, el rang de Cap d'Esquadró deriva del títol de Comandant d'Esquadró del RNAS. Els oficials de la RAF estan dividits en 3 categories: Oficials de l'Aire, Oficials Superiors i Oficials.
D'acord amb la classificació de rangs de l'OTAN, en la qual les Forces Armades Britàniques estan incloses, a la RAF hi ha les següents ocupacions:
| Codi OTAN                                           | OF-10                     | OF-9                      | OF-8                   | OF-7                   | OF-6              | OF-5            | OF-4            | OF-3           | OF-2           | OF-1           | OF-1          | OF-D                      | Oficial cadet                     |
| --------------------------------------------------- | ------------------------- | ------------------------- | ---------------------- | ---------------------- | ----------------- | --------------- | --------------- | -------------- | -------------- | -------------- | ------------- | ------------------------- | --------------------------------- |
| Estendard de la Royal Air Force                     |                           |                           |                        |                        |                   |                 |                 |                |                |                |               |                           |                                   |
| Mariscal de la RAF                                  | Mariscal en Cap de l'Aire | Mariscal de l'Aire        | Vicemariscal de l'Aire | Comodor de l'Aire      | Capità de Grup    | Comandant d'Ala | Cap d'Esquadró  | Tinent de Vol  | Oficial de Vol | Oficial Pilot  | Oficial Pilot | Oficial cadet             |                                   |
|                                                     | Mariscal de la RAF¹       | Mariscal en Cap de l'Aire | Mariscal de l'Aire     | Vicemariscal de l'Aire | Comodor de l'Aire | Capità de Grup  | Comandant d'Ala | Cap d'Esquadró | Tinent de Vol  | Oficial de Vol | Oficial Pilot | Oficial Pilot en Funcions | Oficial Cadet o Oficial Estudiant |
|                                                     | MRAF                      | Air Chf Mshl o ACM        | Air Mshl or AM         | AVM                    | Air Cdre          | Gp Capt         | Wg Cdr          | Sqn Ldr        | Flt Lt         | Fg Off         | Plt Off       |                           | OCdt                              |
| ¹ Només amb caràcter honorífic o en temps de guerra |                           |                           |                        |                        |                   |                 |                 |                |                |                |               |                           |                                   |

### Altres rangs
La resta de rangs de la RAF assisteixen a l'Esquadró d'Entrenament de Reclutes de RAF Halton per a rebre l'entrenament bàsic, a excepció del Regiment de la RAF, que entrena als seus reclutes a RAF Honington.
Els títols i insígnies dels sots-oficials i tropa de la RAF estan basats en els de l'Exèrcit, encara que amb algunes alteracions en la terminologia. Durant els anys, aquesta estructura ha estat modificada en diverses ocasions, per exemple, va haver un sistema separat pels tècnics, i els rangs de Tècnic Superior i Tècnic Inferior només són emprats pel personal encarregat de qüestions tècniques. Els altres rangs de la RAF estan dividits en 4 categories: Oficials Subalterns, Sots-oficials Superiors, Sots-Oficials Interiors i Tropa.
| Codi OTAN                       | OR-9           | OR-9            | OR-8             | OR-7                                        | OR-7             | OR-6                          | OR-5                          | OR-4     | OR-3                               | OR-2 | OR-2                                        | OR-1                        |  |
| ------------------------------- | -------------- | --------------- | ---------------- | ------------------------------------------- | ---------------- | ----------------------------- | ----------------------------- | -------- | ---------------------------------- | --- | ------------------------------------------- | --------------------------- |  |
| Estendard de la Royal Air Force | Master Aircrew | Warrant Officer | Sense equivalent | Flight Sergeant · Flight Sergeant Aircrew   | Chief Technician | Sergeant · Sergeant Aircrew   | Sergeant · Sergeant Aircrew   | Corporal | Lance Corporal                     | Senior Aircraftman · Senior Aircraftman Technician                                                            | Leading Aircraftman                         | Sense insígnia              |  |
| Estendard de la Royal Air Force | Master Aircrew | Warrant Officer |                  | - Flight Sergeant - Flight Sergeant Aircrew | Chief Technician | - Sergeant - Sergeant Aircrew | - Sergeant - Sergeant Aircrew | Corporal | Lance Corporal (RAF Regiment only) | - Senior Aircraftman o Senior Aircraftwoman - Senior Aircraftman Technician o Senior Aircraftwoman Technician | Leading Aircraftman o Leading Aircraftwoman | Aircraftman o Aircraftwoman |  |
|                                 | WO             | MAcr            |                  | FS o Flt Sgt                                | CT o Chf Tech    | Sgt                           | Sgt                           | Cpl      | LCpl                               | SAC | LAC                                         | AC                          |  |

### Branques i ocupacions
- Tots els pilots i oficials de sistemes d'armament (abans coneguts com a navegants) de la RAF són oficials comissionats en la Llista de Deures Generals.
- Les tripulacions de sots-oficials tenen els papers especialistes d'Enginyer (E), Operador d'Electrònica (AEOp), Càrrgea (ALM) i Senyals (S). Encara que col·lectivament són coneguts com a operadors dels sistemes d'armament, romanen els tractaments individuals d'especialització.

La majoria dels membres de la RAF serveixen en ocupacions de suport a terra.
- Els Oficials i Artillers del Regiment de la RAF defenen els aeroports de la RAF dels atacs. Disposen d'infanteria i unitats de blindats lleugers per protegir-se dels atacs terrestres.
- La RAF Police és la policia militar de la RAF, i està destinada allà on hi hagi destinada la RAF. A diferència de la policia civl, la RAF Police sempre està armada.
- Els oficials d'intel·ligència i els analistes de la branca d'Intel·ligència de la RAF suporten totes les activitats operatives donant indicadors i alertes. Porten a terme la fusió de la intel·ligència militar i les anàlisis, mitjançant l'anàlisi de les imatges i les comunicacions, els objectius, i la capacitat de l'enemic.
- Els oficials d'Enginyeria i tècnics estan encarregats del manteniment i la reparació de l'equipament usat per la RAF. Això inclou la preparació rutinària dels avions pels vols, així com el treball de reparació dels sistemes de vol, de IT, els radars terrestres, vehicles, equipament de suport a terra, etc.
- Els controladors de vol (FC) i els controladors de trànsit aeri (ATC) controlen els avions de la RAF i, per extensió, de l'OTAN, des del terra. El control dels FC inclou la interceptació dels avions de l'enemic, mentre que els ATC ofereixen els serveis de trànsit aeri a les estacions de la RAF i a la majoria dels avions militars en ruta sobre l'espai aeri britànic.
- Els oficials administratius estan encarregats de la direcció de l'entrenament, l'educació física, la logística alimentària, la direcció de les infraestructures, les finances, vestuari i disciplina, personal i reclutament.
- Els clergues de la RAF estan entrenats al Centre de Clergat de les Forces Armades a Amport House.
- La Branca Mèdica de la Royal Air Force ofereix assistència mèdica tant al Regne Unit com a les unitats desplegades, incloent els serveis d'evacuació aeromèdica. Els oficials mèdics són els metges de la RAF i són experts en la medicina aeronautica per donar suport a les tripulacions aèries i als seu equipament de protecció. Els oficials mèdics poden dirigir les evacuacions aeromèdiques, donant una assistència vital en missions de recerca i rescat.
- La Branca Legal de la RAF ofereix consell legal en qüestions de disciplina o delictives.
- La Reserva Voluntària de la RAF consisteix en diverses agrupacions de reservistes per la direcció i operativitat del Cos d'Entrenament Aeri, els Esquadrons de Planadors Voluntaris, l'Esquadró Universitari de l'Aire i l'Esquema de Defensa Tècnic de Graduats.

### Entrenament d'Especialistes i Educació
La Royal Air Force opera en moltes unitats i centres per a oferir una educació i entrenament. Entre aquests centres estan el Centre de Lideratge de la Royal Air Force i el Centre d'Estudis de Potència Aèria de la Royal Air Force, ambdós situats a RAF Cranwell, així com el Centre de la Guerra Aèria, amb seu a RAF Waddington i a RAF Cranwell.
La preparació i els cursos de desenvolupament i reciclatge dels sots-oficials tenen lloc a RAF Halton, mentre que els cursos d'oficials tenen lloc a l'Acadèmia de Comandament de Serveis Conjunts i d'Estat Major de Shrivenham.

## Avions
El codi que segueix a cadascun dels noms dels avions descriu el paper de la variant. Per exemple, el Tornado F3 és designat com un caça (fighter) per la 'F', i és la tercera variació que es produirà d'aquest tipus:

### Avions d'atac i suport a l'ofensiva

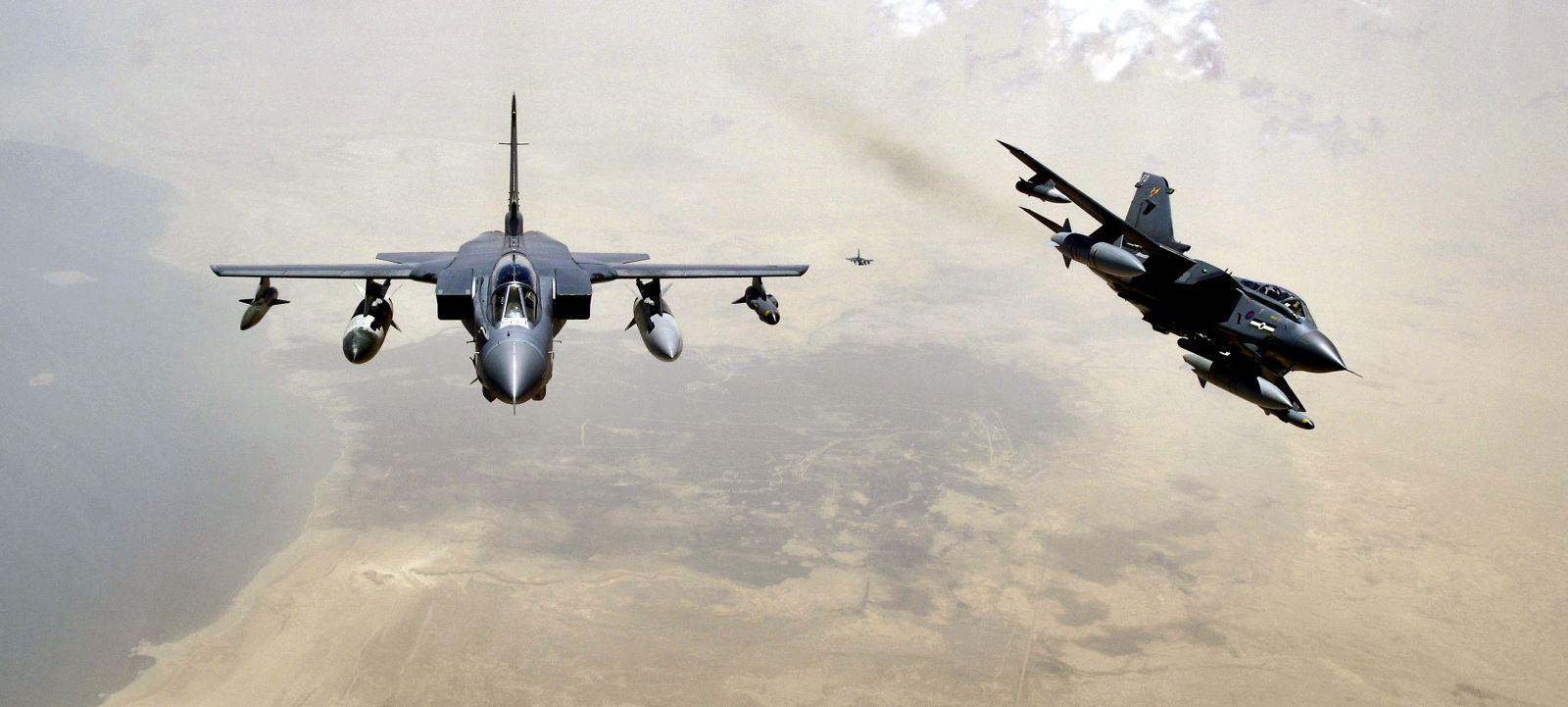
Tornado GR4

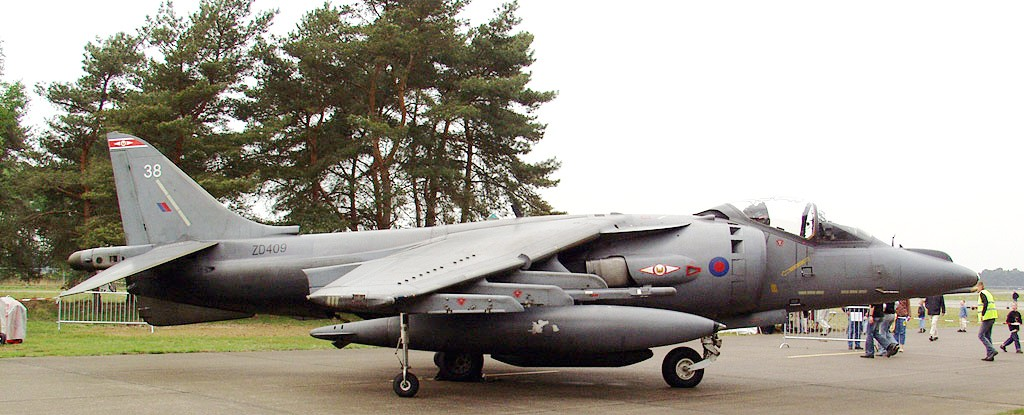
Harrier GR7

El pilar principal de la flota de suport ofensiu és el Tornado GR4. Aquest avió supersònic pot portar un ampli ventall d'armament, incloent míssils de creuer Storm Shadow, bombes guiades per làser i el míssil anti-ràdar ALARM.
El Tornado està suplementat pel Harrier GR7/GR7A, que es fa servir pels atacs i pel suport aeri proper, així com per contrarestar les defenses aèries enemigues. El Harrier està elevat als estàndards GR9/GR9A amb nous sistemes i motors Rolls Royce Pegasus més potents. El The Harrier GR9 va entrar al servei de la RAF al setembre del 2006.
L'Eurofighter Typhoon FGR4 va assolir al juny del 2008 els estàndards requerits pel desplegament operatiu multi-funcional.

### Avions de defensa aèria i paracaigudista

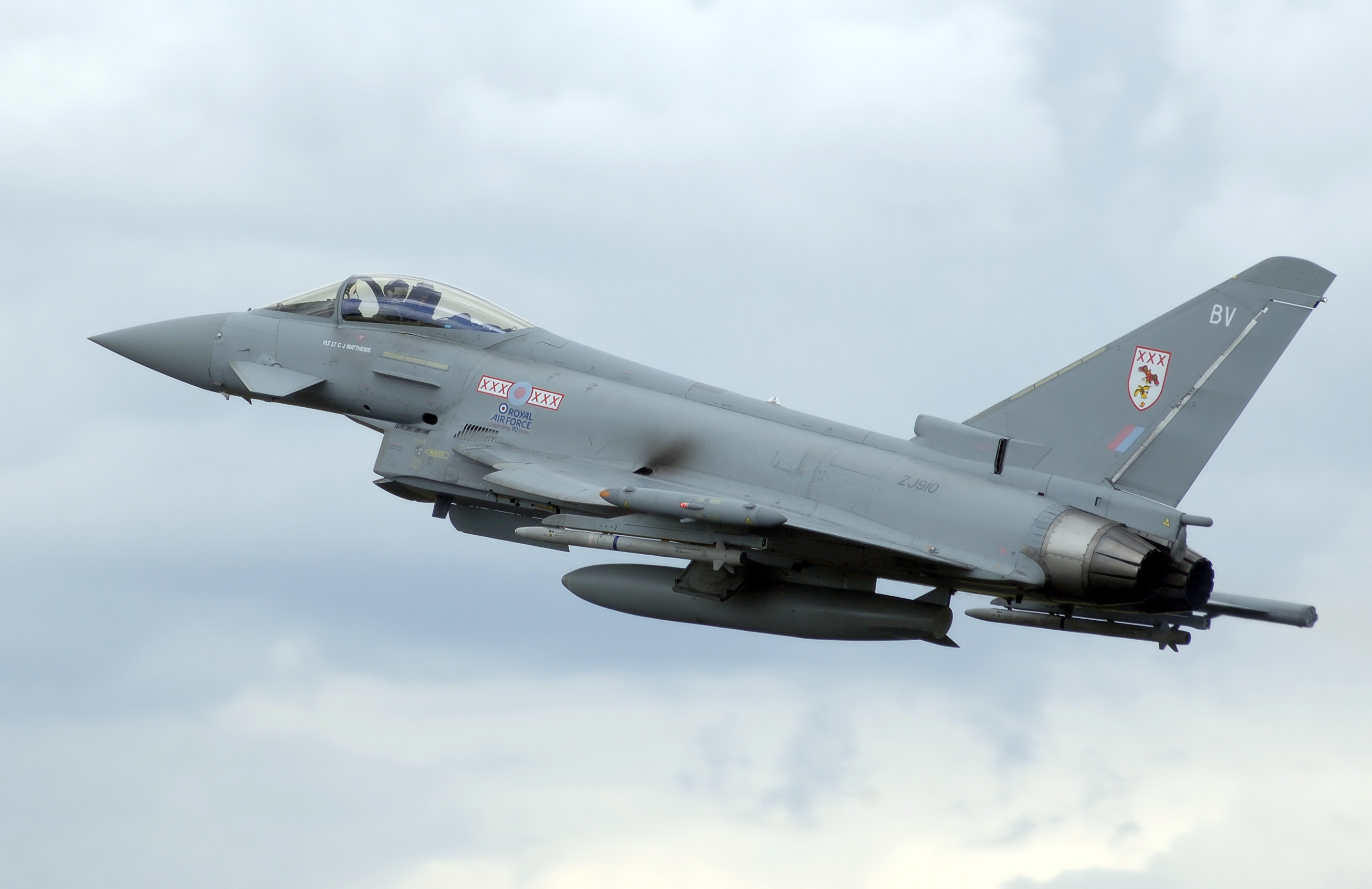
Eurofighter Typhoon F2

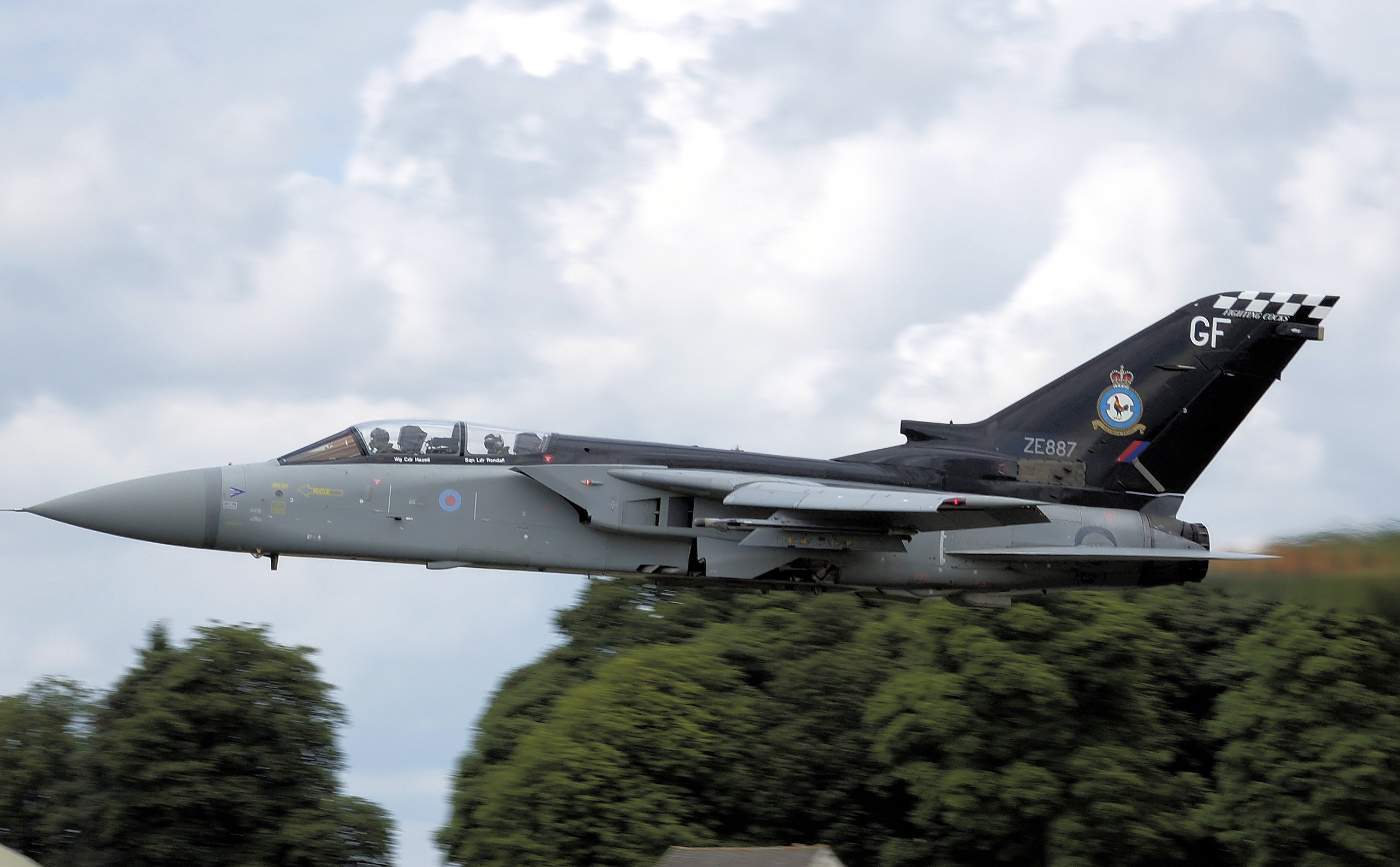
Tornado F3

El Tornado F3 i l'Eurofighter Typhoon F2 són els dos caces de defensa de la RAF, amb base a RAF Leuchars i a RAF Coningsby, respectivament. La seva tasca és defensar l'espai aeri del Regne Unit. A l'octubre del 2007 s'anuncià que RAF Boscombe Down esdevindria una base d'alerta de reacció ràpida des d'inicis del 2008, oferint així protecció total al sud i al sud-oest de l'espai aeri del Regne Unit.
Els Tornado, en servei en aquest paper de defensa aèria des de la darreria dels anys 1980, està substituït progressivament per l'Eurofighter Typhoon F2, estacionats a RAF Coningsby. La segona unitat operativa de Typhoons de la RAF, l'11è Esquadró, va ser reformada el 29 de març del 2007, unint-se al 3r Esquadró, també a RAF Coningsby.
El Sentry AEW1, amb seu a RAF Waddington, prové d'avís aerotransportat per detectar avions enemics apropant-se i coordinar les batalles aèries. Tant els Sentry com els Tornado F3 han participat en operacions recents, incloent sobre Iraq i els Balcans.

### Avions de reconeixement
El Tornado GR4A està dotat de cameres i sensors visuals, així com de infra-roigs i radar de l'espectre.
El Nimrod R1 s'usa per transmetre senyals d'intel·ligència.
El nou Sentinel R1 (també conegut com a ASTOR – Airborne STand-Off Radar) és una plataforma de radar terrestre situat al bombarder Global Express de llarg abast.
Per a les operacions de suport a l'Iraq i l'Afganistan s'han adquirit un parell de naus no tripulades MQ-9 Reaper. Actualment estan operant amb el 39è Esquadró.

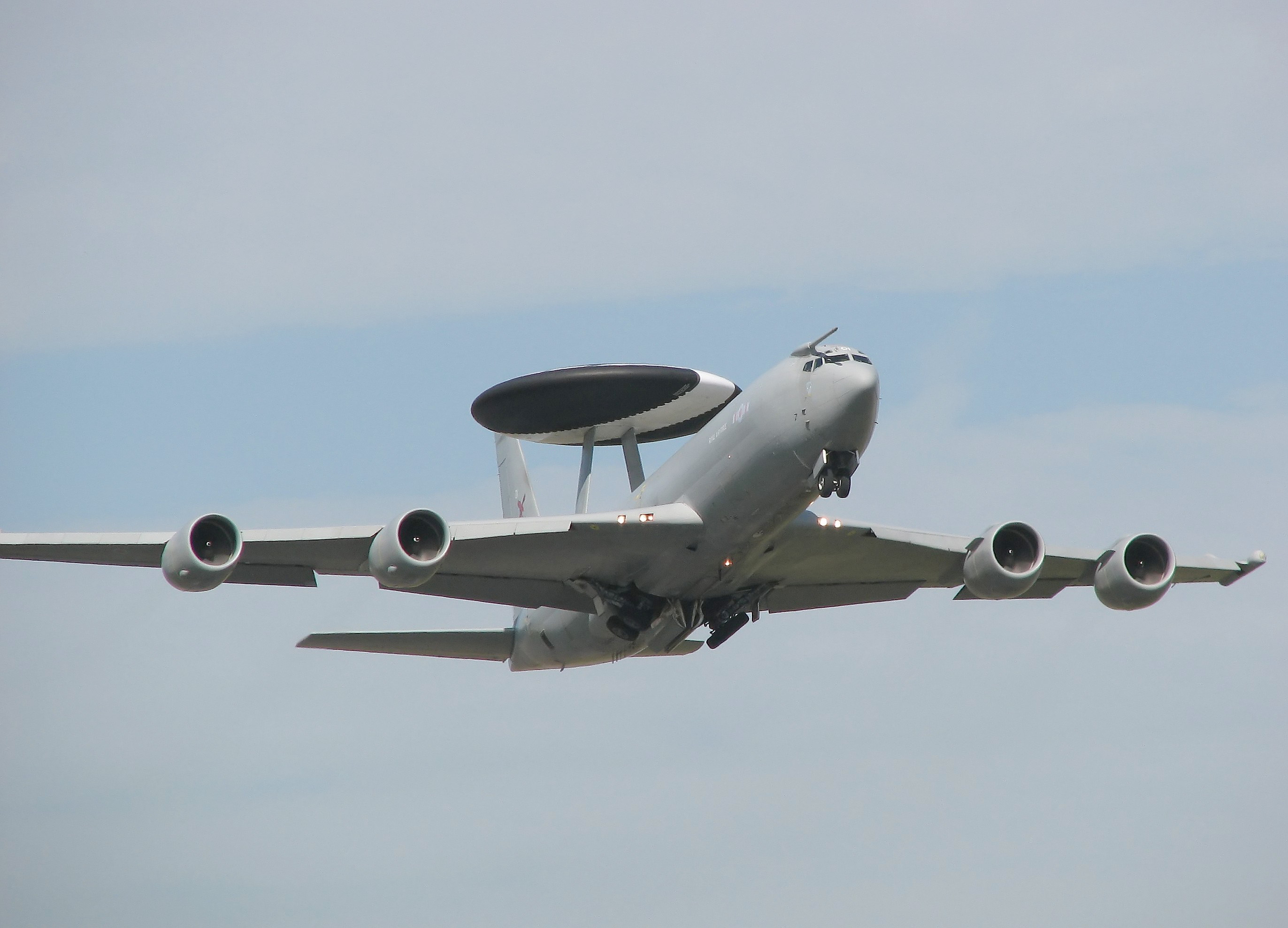
Sentry AEW1
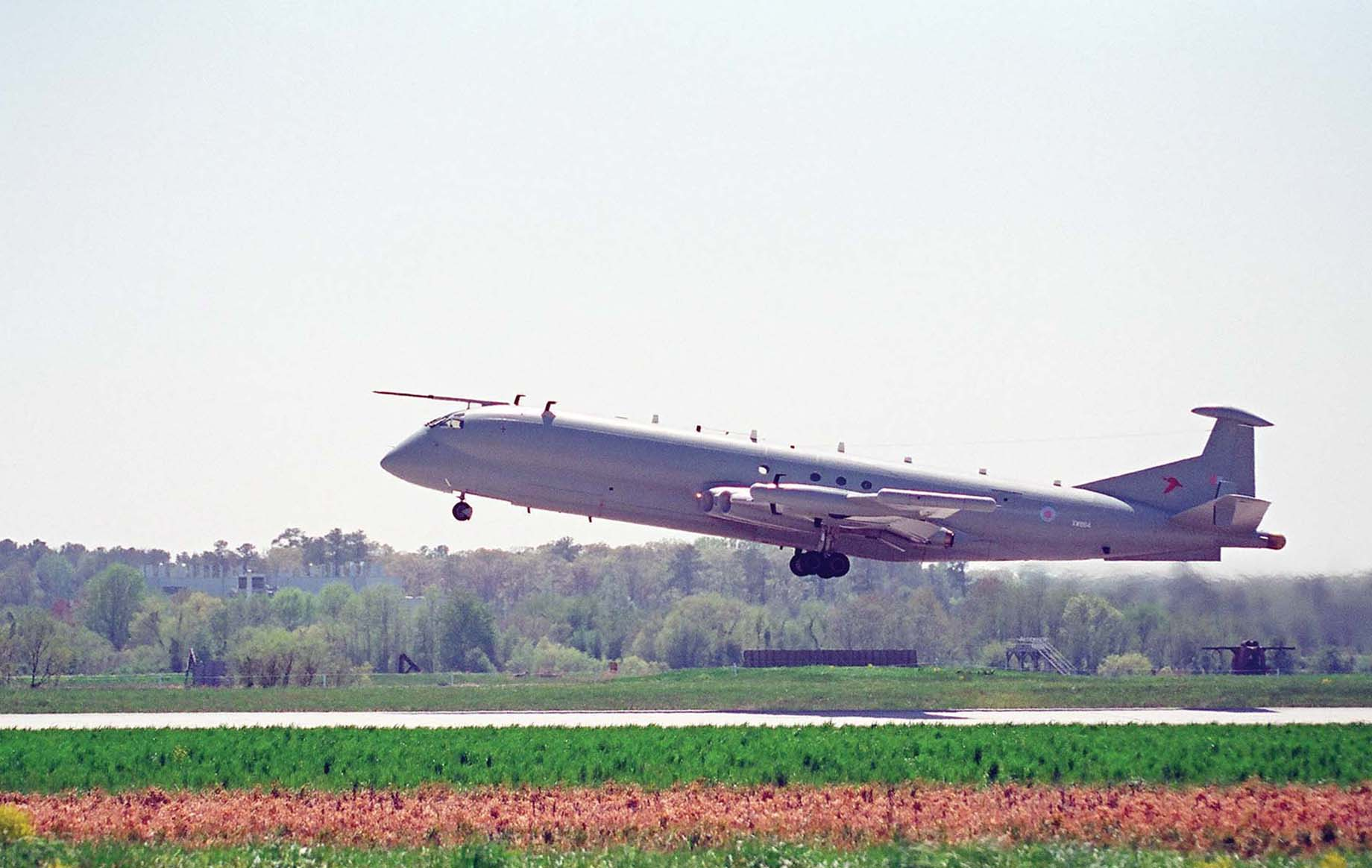
Nimrod R1
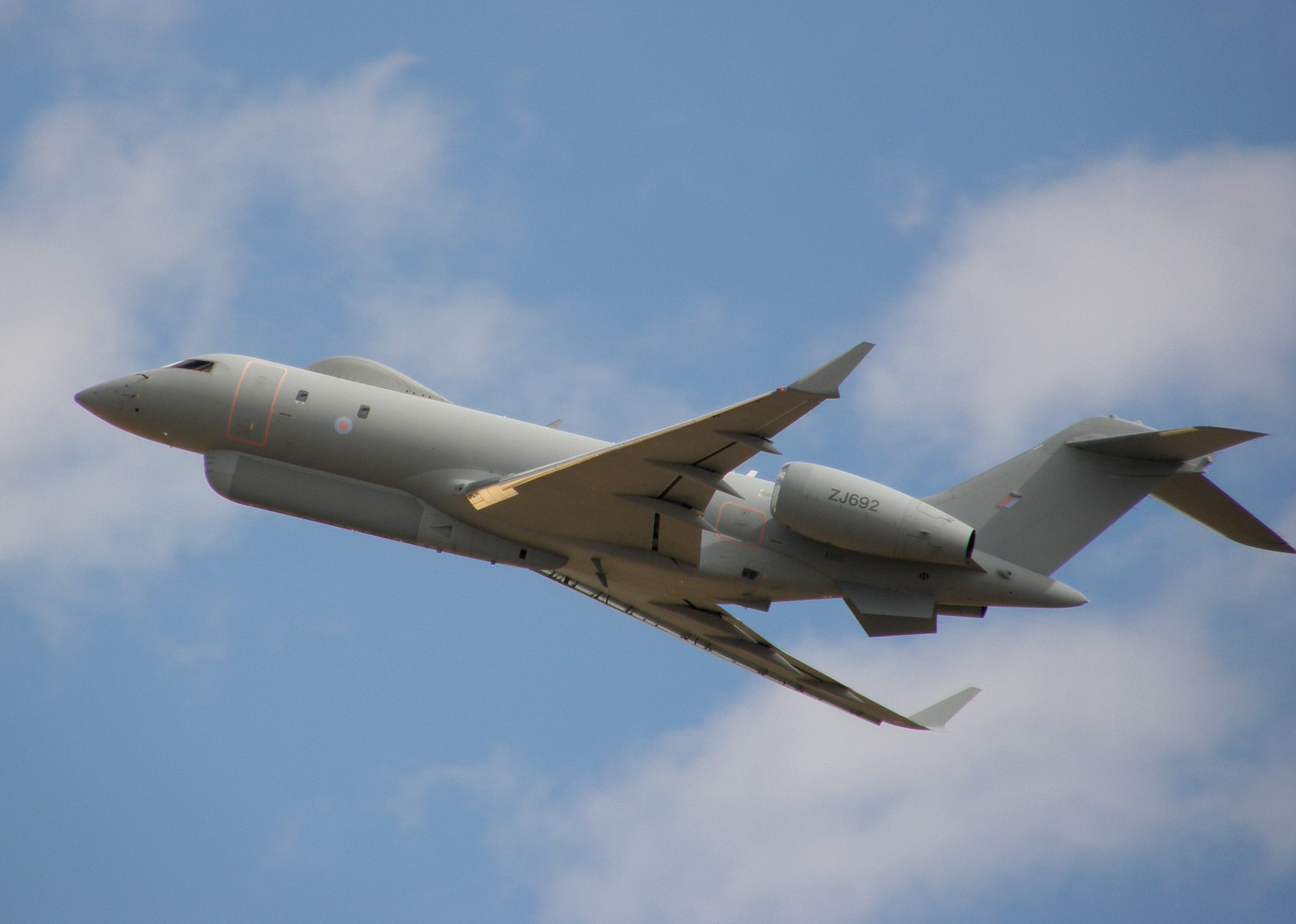
Sentinel R1
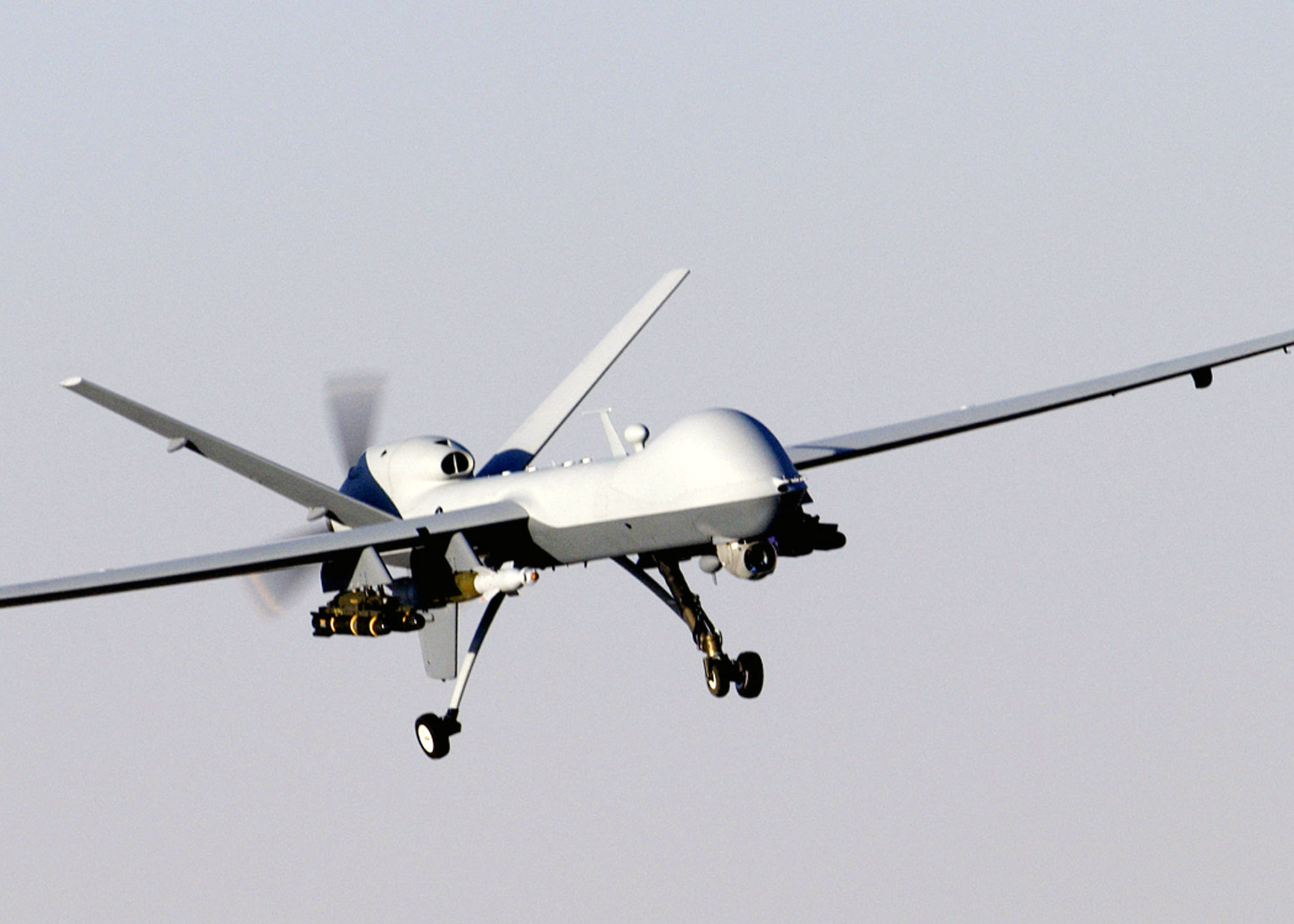
MQ-9 Reaper

### Helicòpters de suport
Una part important del treball de la RAF és donar suport a l'Exèrcit Britànic transportant tropes i equip al camp de batalla. No obstant això, els helicòpters de la RAF també s'usen en una varietat de missions diverses, incloent el suport a les unitats terrestres de la RAF i als Marines Reials. Els helicòpters de suport estant organitzats en el Comandament Conjunt d'Helicòpters (JHC), juntament amb els helicòpters de l'Exèrcit i la Navy.
El gran Chinook HC2/HC2A bimotor, estacionats a RAF Odiham, ofereix el suport pesat, suportat pel Merlin HC3 i pel Puma HC1, estacionats a RAF Benson i a RAF Aldergrove.

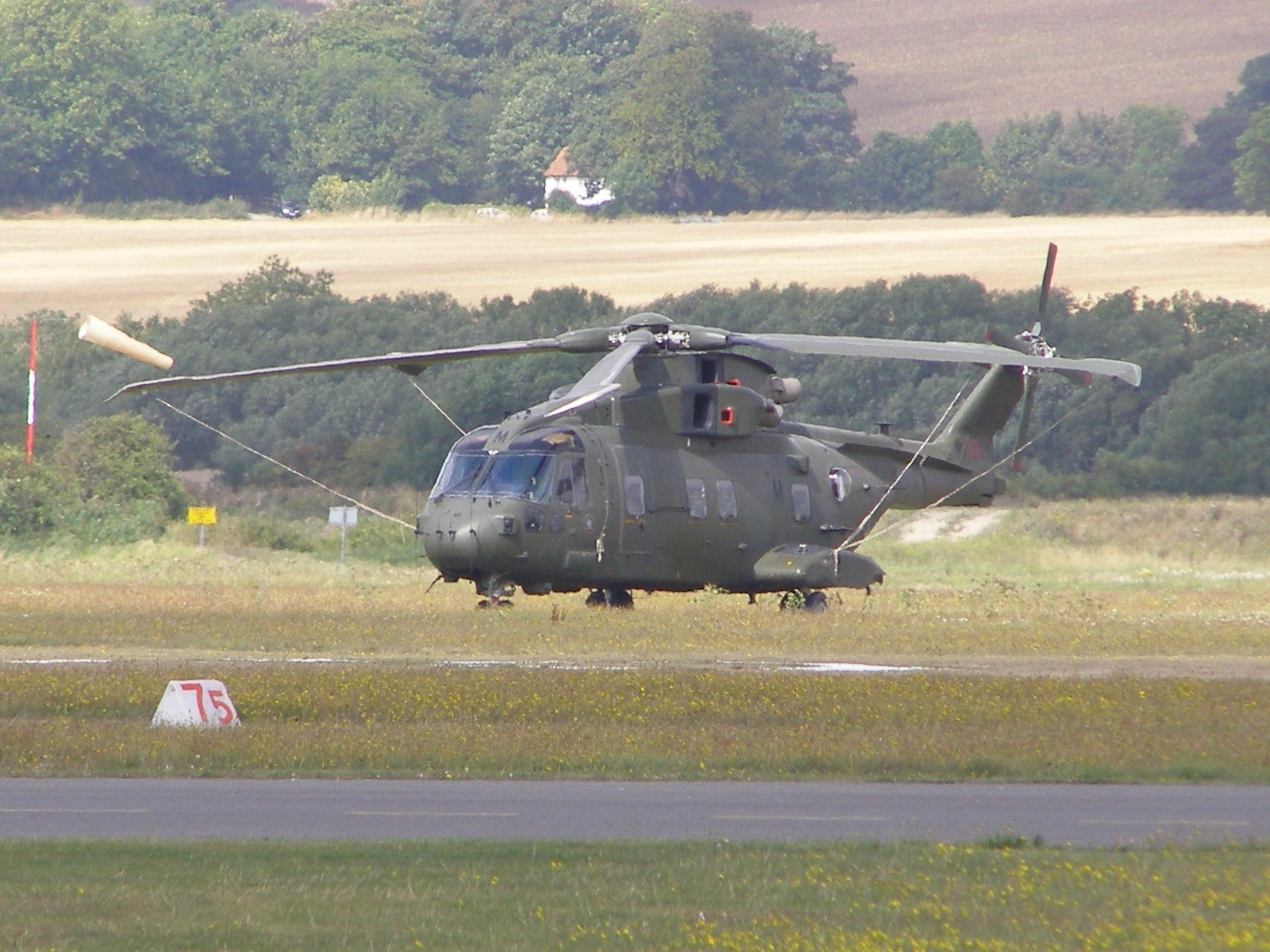
Merlin HC3
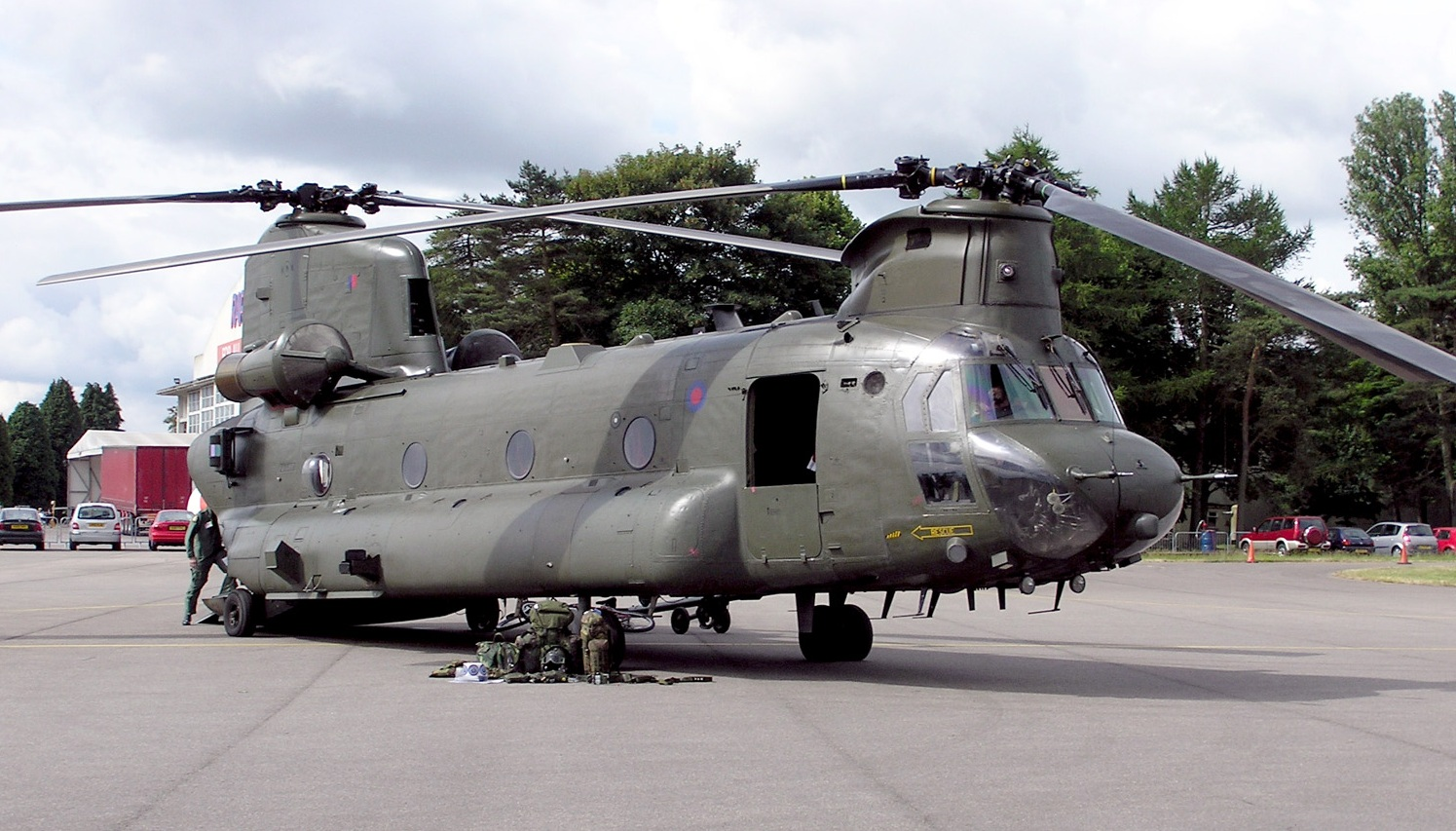
Chinook HC2
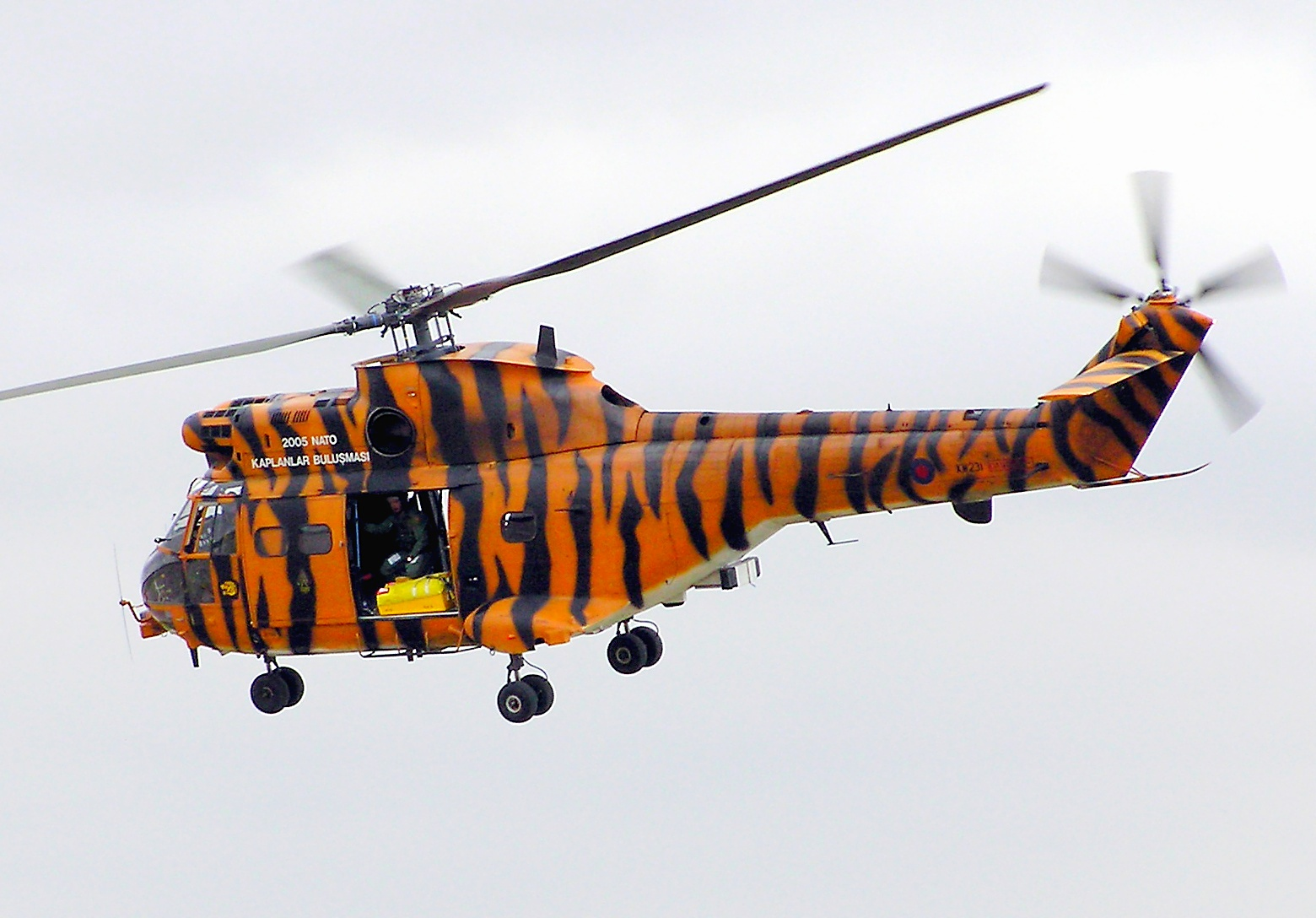
Puma HC1

### Patrulles marítimes

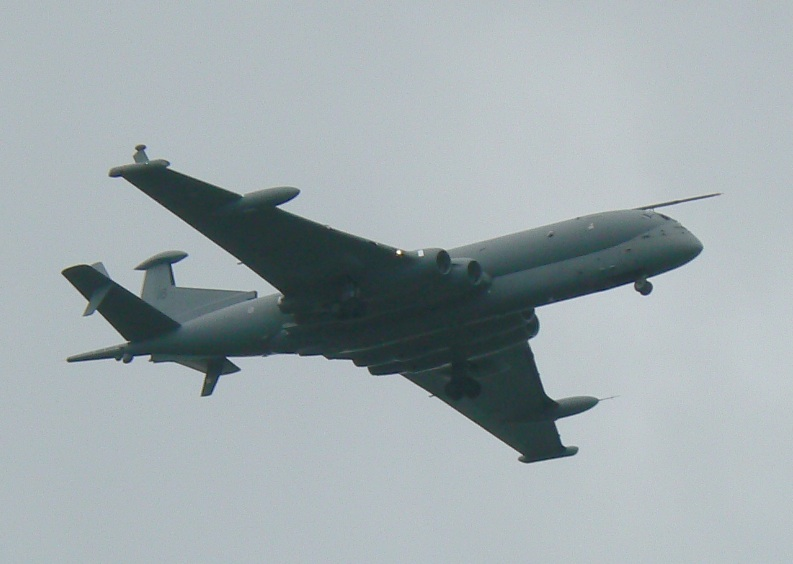
Nimrod MRA4

El paper principal del Nimrod MR2 és el de la guerra anti-submarina i el de guerra anti-superfície. A més, el Nimrod MR2 és usat en un paper de recerca i rescat, on el seu gran radi d'acció i les seves possibilitats de comunicació li permeten coordinar rescats i actuar com a enllaç entre els helicòpters de rescat, els vaixells i les bases a terra. També pot llançar contenidors amb material de supervivència per a la gent al mar.
Està previst que el MR2 sigui reemplaçat pel Nimrod MRA4.

### Avions de transport i de proveïment de combustible aire-aire
Després que substituïssin els antics Queen's Flight el 1995, el 32è Esquadró (Reial) usa els BAe 125 CC3, els Agusta A109 i els BAe 146 CC2 pels transport de VIPs, amb seu a RAF Northolt, situat a l'oest de Londres.
Les tasques de transport més rutinàries són realitzades pels Tristars i VC10s estacionats a RAF Brize Norton, tant per passatgers com per càrrega, així com per a proveïment de combustible aire-aire d'altres avions.
El transport aeri tàctic de menor radi d'acció és fet amb els C-130 Hercules. La flota inclou els antics models K, així com els nous models J, amb seu a RAF Lyneham a Wiltshire.

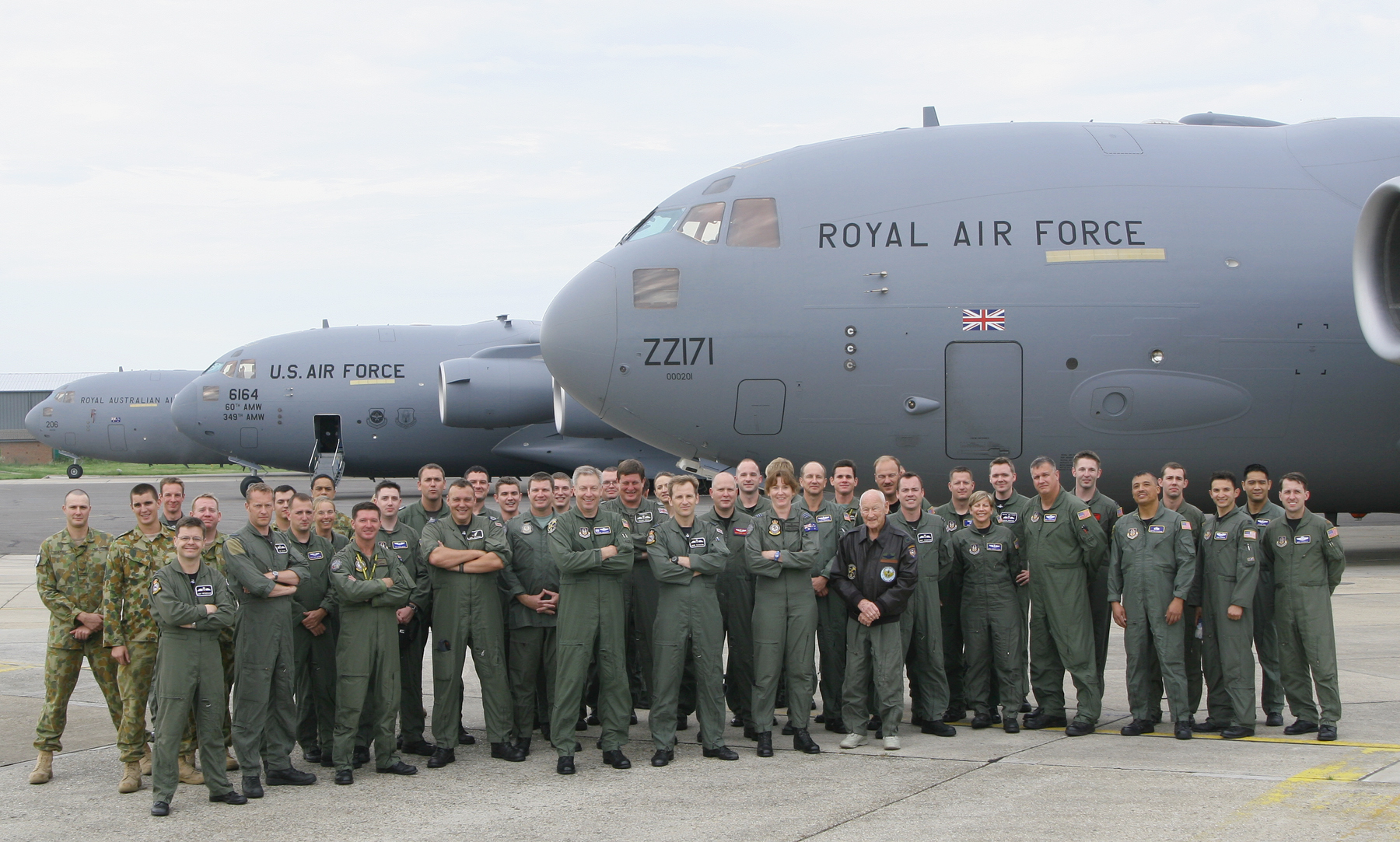
C-17 Globemaster III
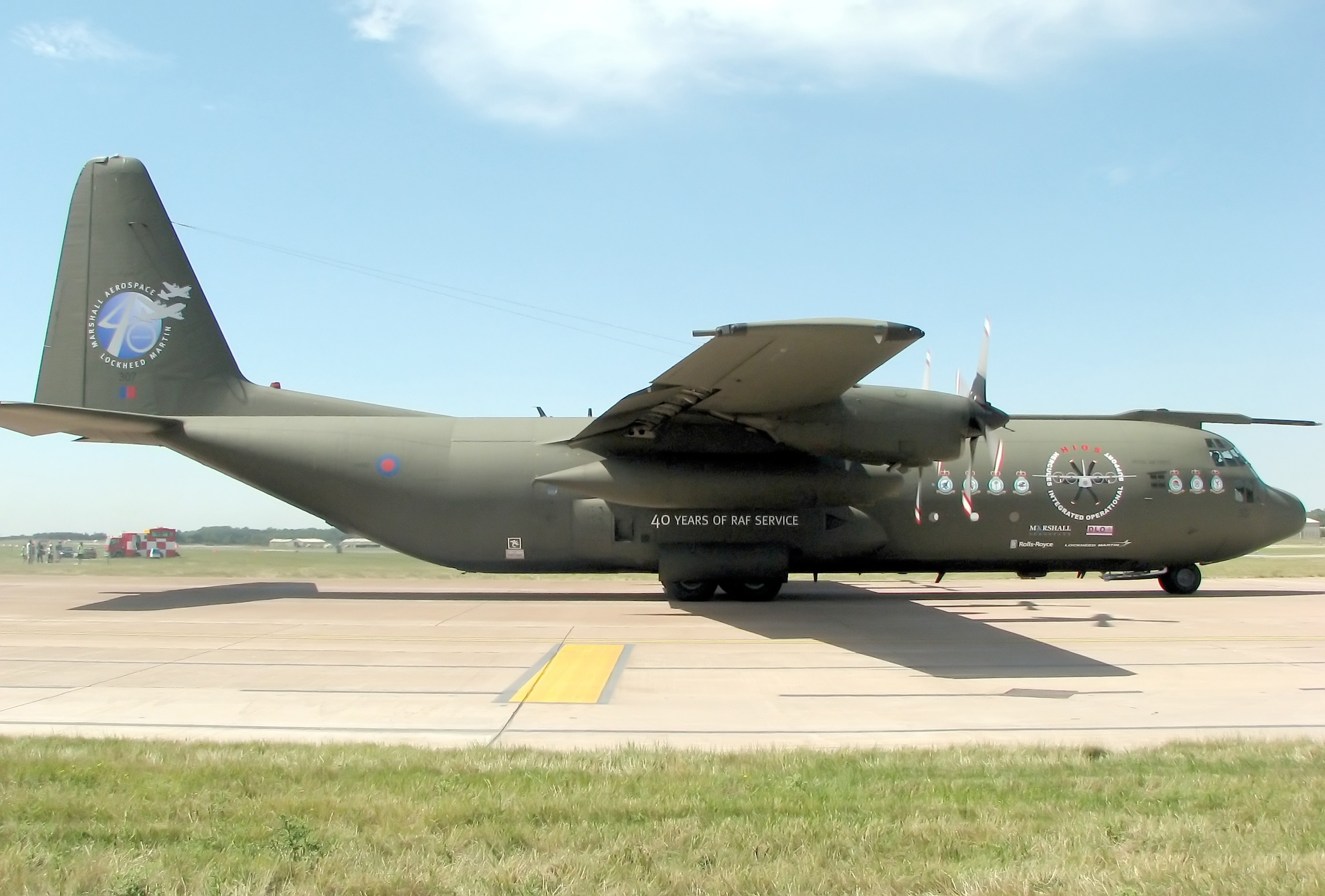
Hercules C3
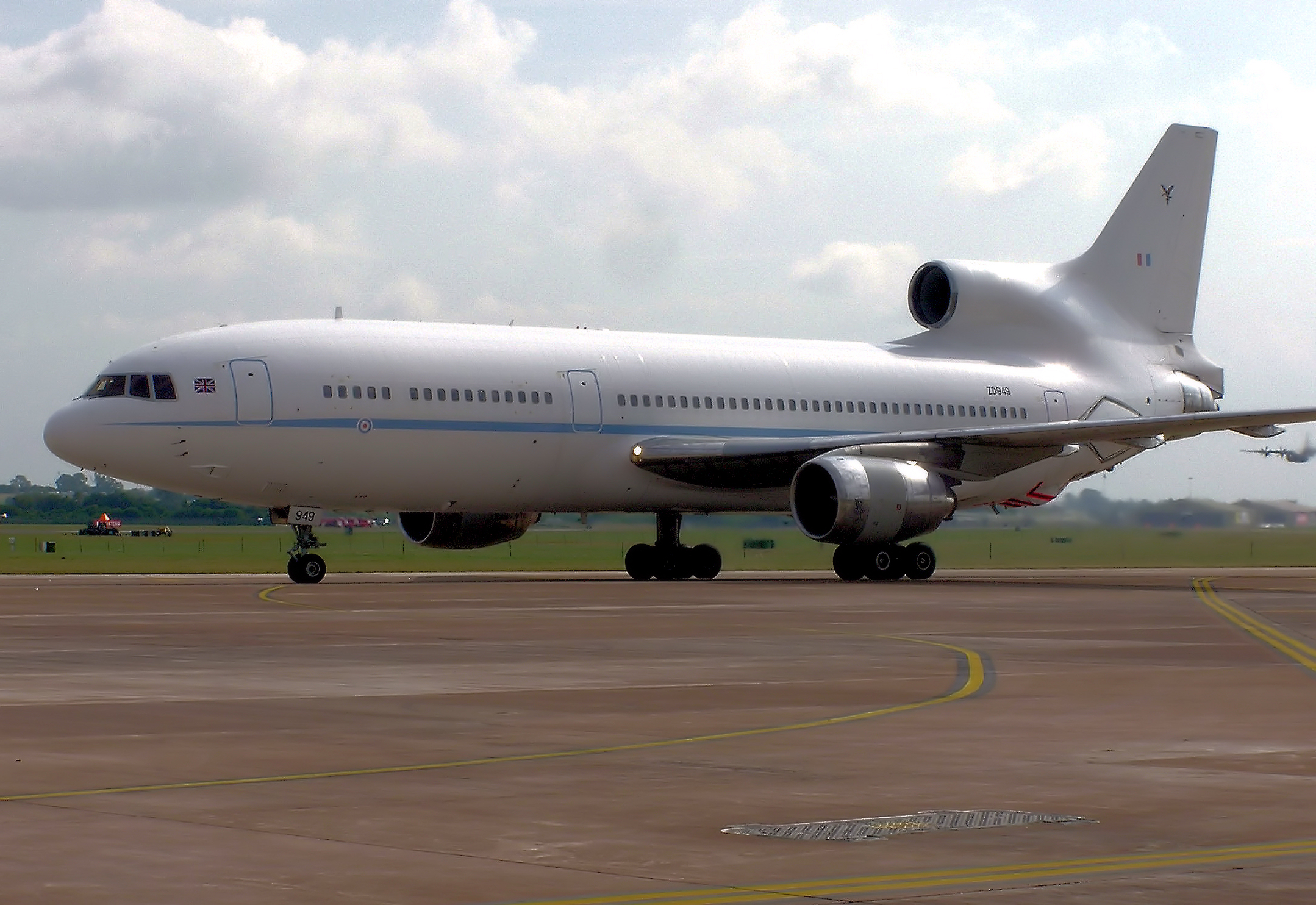
Tristar K1
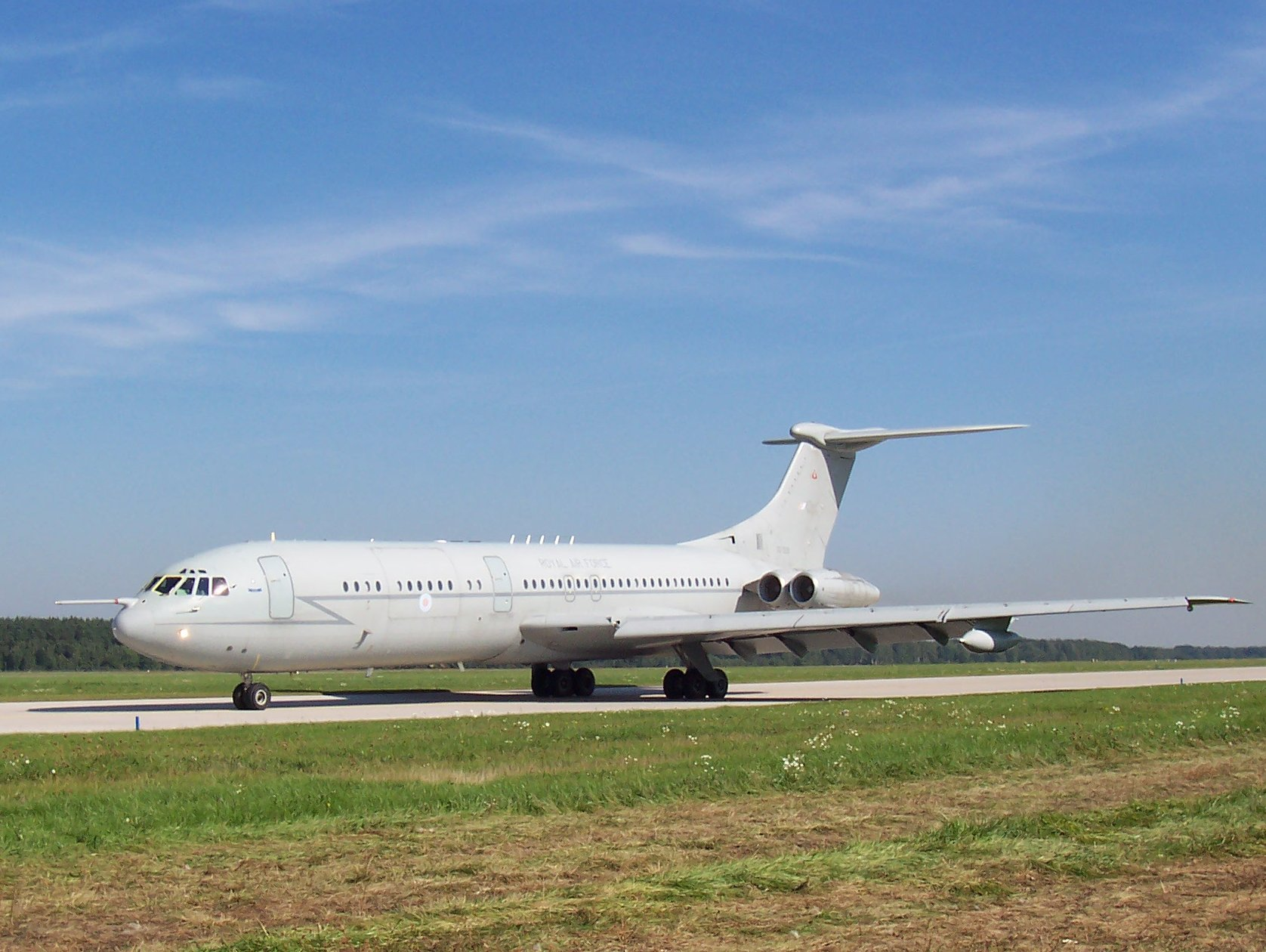
VC-10 C1K

### Avions de recerca i rescat

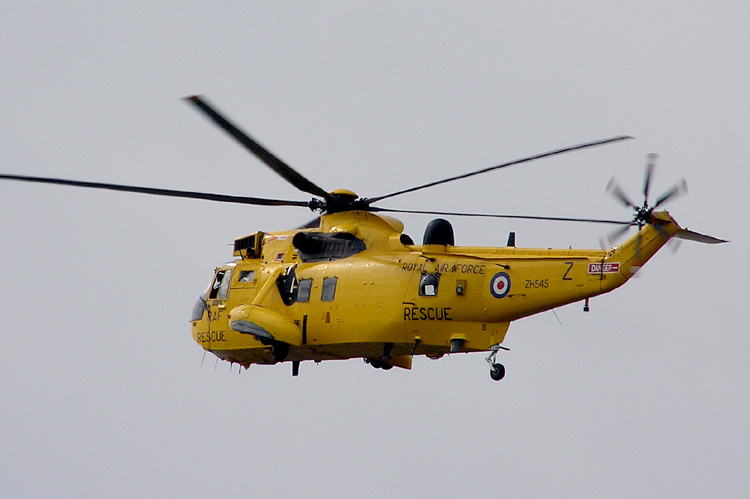
Sea King HAR3A

Actualment existeixen 3 esquadrons d'helicòpters, amb el paper principal de recerca i rescat (rescat dels tripulants que han hagut de saltar dels seus avions, o que aquests s'han estavellat). Són els esquadrons 22è i 202n, dotats amb Sea King HAR.3/HAR3A al Regne Unit, i el 84è amb el Griffin HAR2 a Xipre.
Tot i que s'establiren amb la finalitat principal de recerca i rescat militar, la major part de les seves operacions són en missions de recerca i rescat civil, és a dir, el rescat de civils al mar, a les muntanyes o en altres localitzacions.
Ambdós papers de rescat són realitzats juntament amb els helicòpters Sea King de l'Arma Aèria de la Flota, mentre que els rescat de civils està també compartit amb els helicòpters dels HM Coastguard.
La Unitat Operativa de Conversió és el 203è Esquadró de la RAF (Reserva), estacionat a RAF Valley, equipats amb els Sea King HAR3.
El Servei de Rescat Muntanyenc de la RAF està comprès per 4 equips de muntanyencs entrenats destinats al Regne Unit, i es creà el 1943.

### Avions d'entrenament

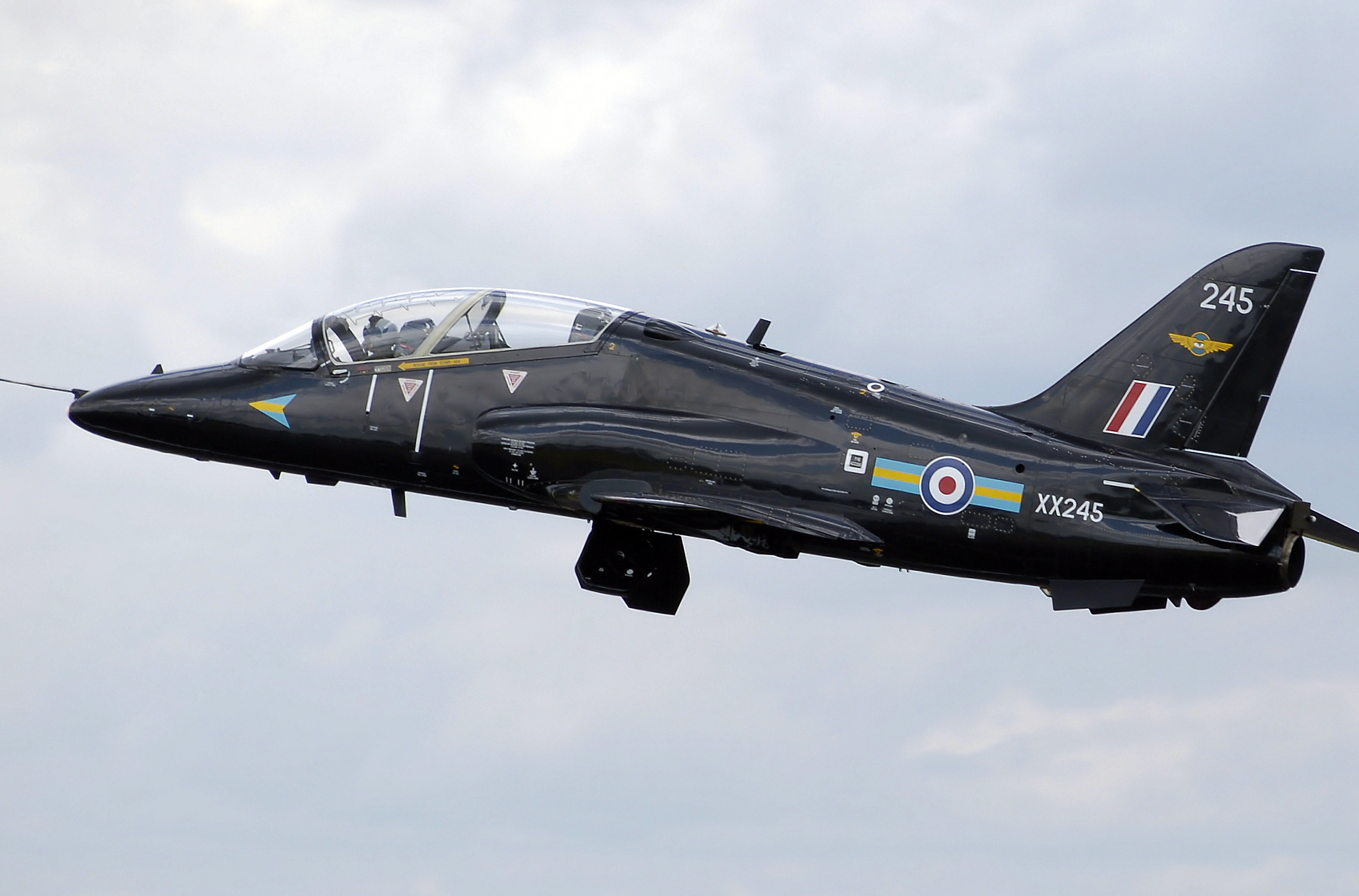
BAE Hawk

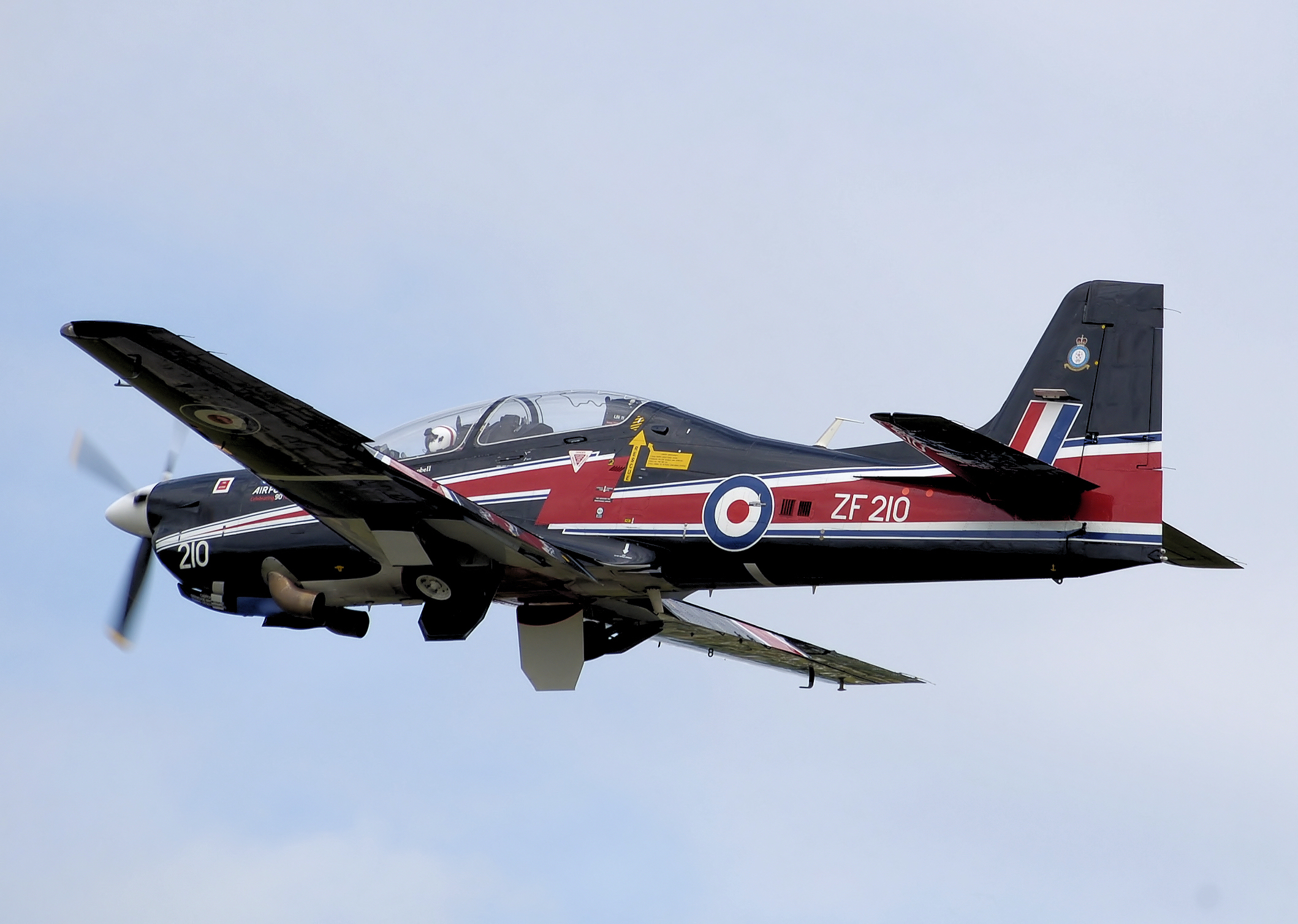
Short Tucano

Els vols d'entrenament elementals són amb els Tutor T1. El Tutor, juntament amb els planadors Viking T1 i Vigilant T1, s'usa per donar experiència de vol i entrenament de pilotatge bàsic als cadets de l'aire.
L'entrenament bàsic pels pilots d'helicòpter i d'ales fixes es realitza amb els Tucano T1 i els Squirrel HT1, mentre que l'entrenament dels oficials de sistemes d'armament i dels operadors de sistemes es realitza amb els Dominie T1.
L'entrenament avançat pels avions de reacció, els helicòpters i els multi-motors es realitza amb els Hawk T1, Griffin HT1 i B200 King Air, respectivament. En etapes més avançades, s'han adaptat variacions dels avions de primera línia per a les conversions dels pilots entrenats; i entre aquests s'inclouen els Harrier T10 i els Typhoon T1.

### Avions futurs

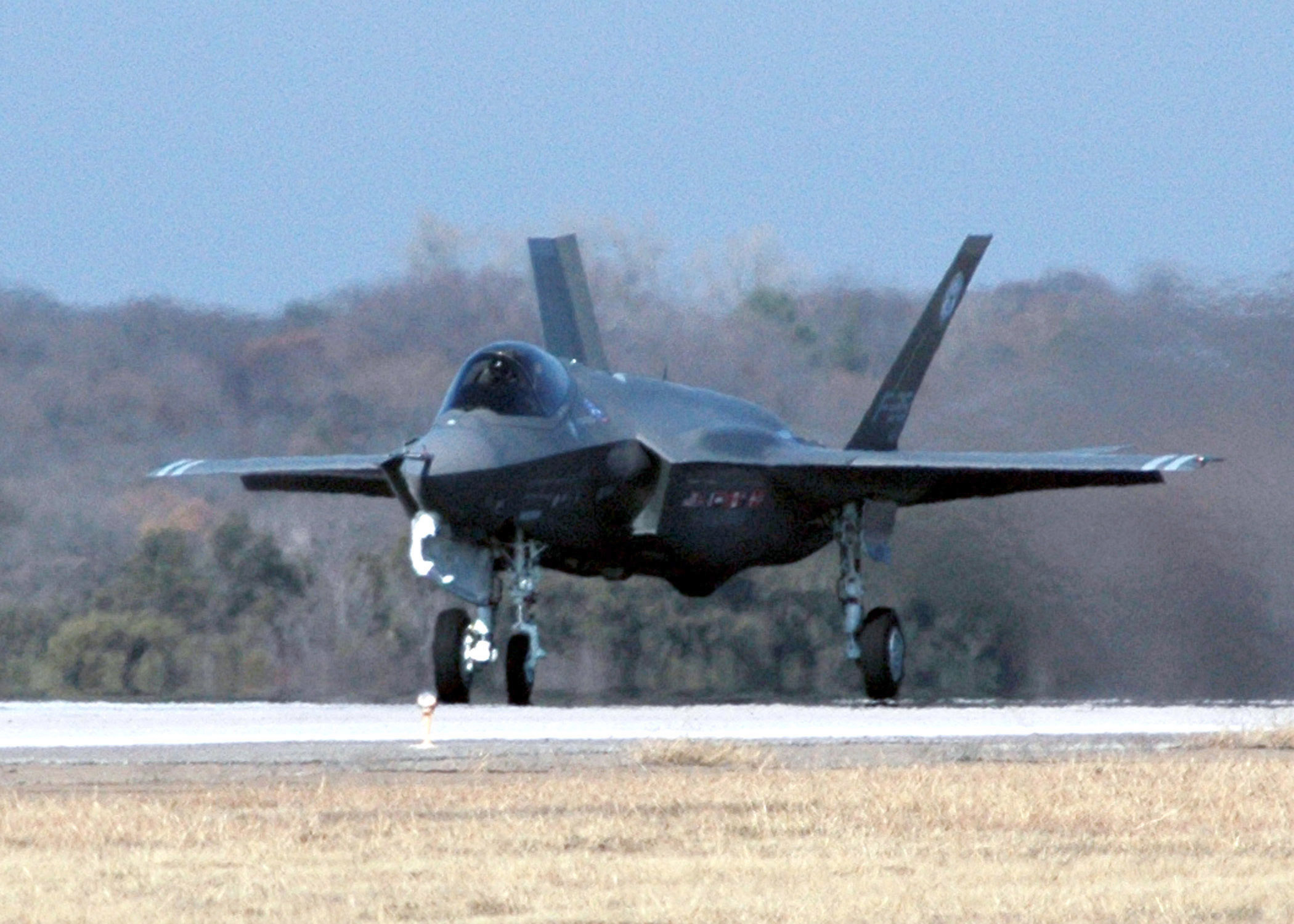
El F-35

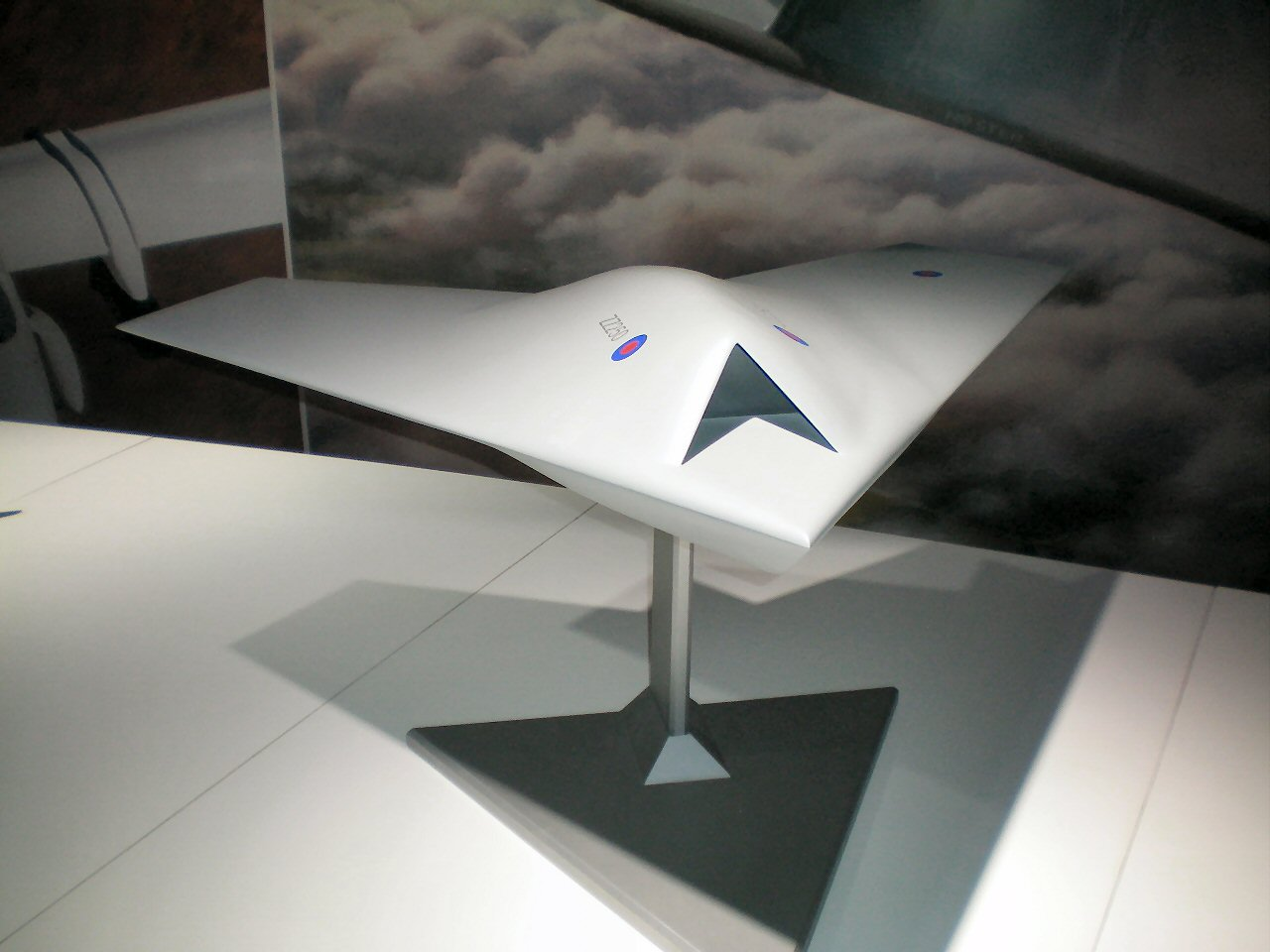
Vehicle de combat aeri no tripulat

Entre els avions que la RAF preveu introduir en un futur apareixen:
- L'Airbus A400M, dels que 25 s'usaran per substituir als Hercules C-130Ks.[15]
- Una nova versió del, Chinook, el HC3, que millora l'aeronàutica i incrementa l'abast per a les missions de les forces especials, encarregat el 1995. Degut a problemes tècnics i de direcció, encara no ha entrat en servei i està emmagatzemat, però ara serà degradat a la configuració d'Helicòpter de Suport i desplegat el 2009.
- El Hawk 128, que substituirà als Hawks encara en servei; el nous models seran semblants en equipament i actuació als avions moderns de línia de front.
- La flota d'avions nodrissa de VC10s i Tristars seran substituïts pels Harrier GR7 i GR9.
- El Projecte Taranis està orientat a tenir més vehicles estratègics sense tripulants tant per atacs terrestres com per missions de reconeixement.

## Símbols, estendards, emblemes i uniformes

Estendard de la Royal Air Force

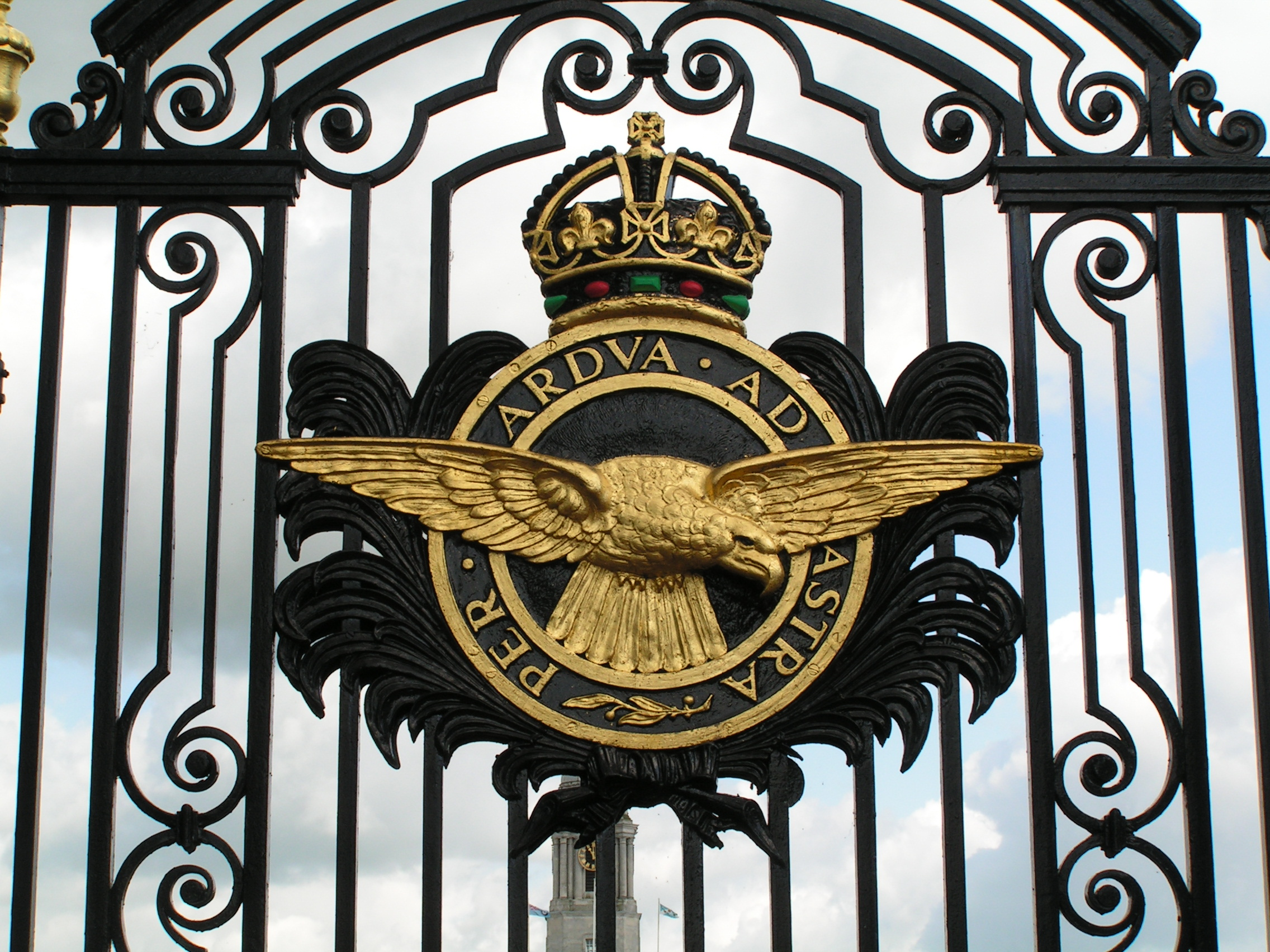
Escut de la RAF

Seguint amb la tradició dels altres serveis combatents britànics, la RAF ha adoptant els seus propis símbols.L'Estendard de la RAF oneja a totes les estacions de la RAF durant les hores del dia. El disseny va ser aprovat pel Rei Jordi V el 1921, tot i que va tenir una gran oposició de l'Almirallat, que tenia el dret d'aprovar o vetar qualsevol bandera.
Els avions britànics portaven la Union Jack com a símbol d'identitat durant les primeres etapes de la I Guerra Mundial, però era fàcil de ser confosa amb la Creu de Ferro que lluïen els alemanys. Així doncs, a l'octubre de 1914 s'adoptà el sistema francès de 3 cercles concèntrics, amb els colors invertits, amb un disc vermell envoltat d'un de blanc i d'un altre més en blau. Les mides relatives dels anells han canviat durant els anys, i durant la Segona Guerra Mundial s'afegí un de groc. Els avions que servien a l'Extrem Orient no lluïen el disc vermell per evitar que fossin confosos amb avions japonesos. Des de la dècada dels 70, els avions camuflats porten les rodelles de baixa visibilitat, amb el vermell i el blau en camuflatge fosc, o difuminats en rosa i blau clar. La majoria dels avions de transport i d'entrenament retenen les escarapel·les tradicionals vermell-blanc-blau.
El lema de la RAF, "Per Ardua ad Astra", normalment es tradueix com «Per l'Adversitat Cap als Estels». La tria del lema és atribuïda a un oficial inferior, de nom J.S. Yula, en resposta a un Comandant del RFC, Coronel Sykes, que demanà suggeriments.
L'Escut Heràldic de la RAF va usar-se per primera vegada a l'agost de 1918. En termes heràldics és: Davant d'un anell on hi ha escrit el lema Per Ardua Ad Astra, i coronat per una Corona Imperial, una àliga volant amb el cap ladejat i mirant a sinistra. Va ser registrat al College of Arms el 26 de gener de 1923. Va basar-se en el disseny d'un sastre de Gieves Ltd de Savile Row, si bé a l'original hi havia un àlbatros en lloc d'una àliga.
Des del 2006, la RAF va adoptar un nou logotip oficial. Aquest logotip s'usa en tota la correspondència i material de publicitat, i es vol donar al servei amb un distintiu únic i universalment recognoscible.